# Бисексуальность в США

Флаг бисексуалов

Эта статья посвящена истории бисексуальности в США. Она охватывает эту историю начиная с 1892 года, когда произошло первое англоязычное использование слова «бисексуал» для обозначения сексуальной ориентации.

## 1892—1950 гг

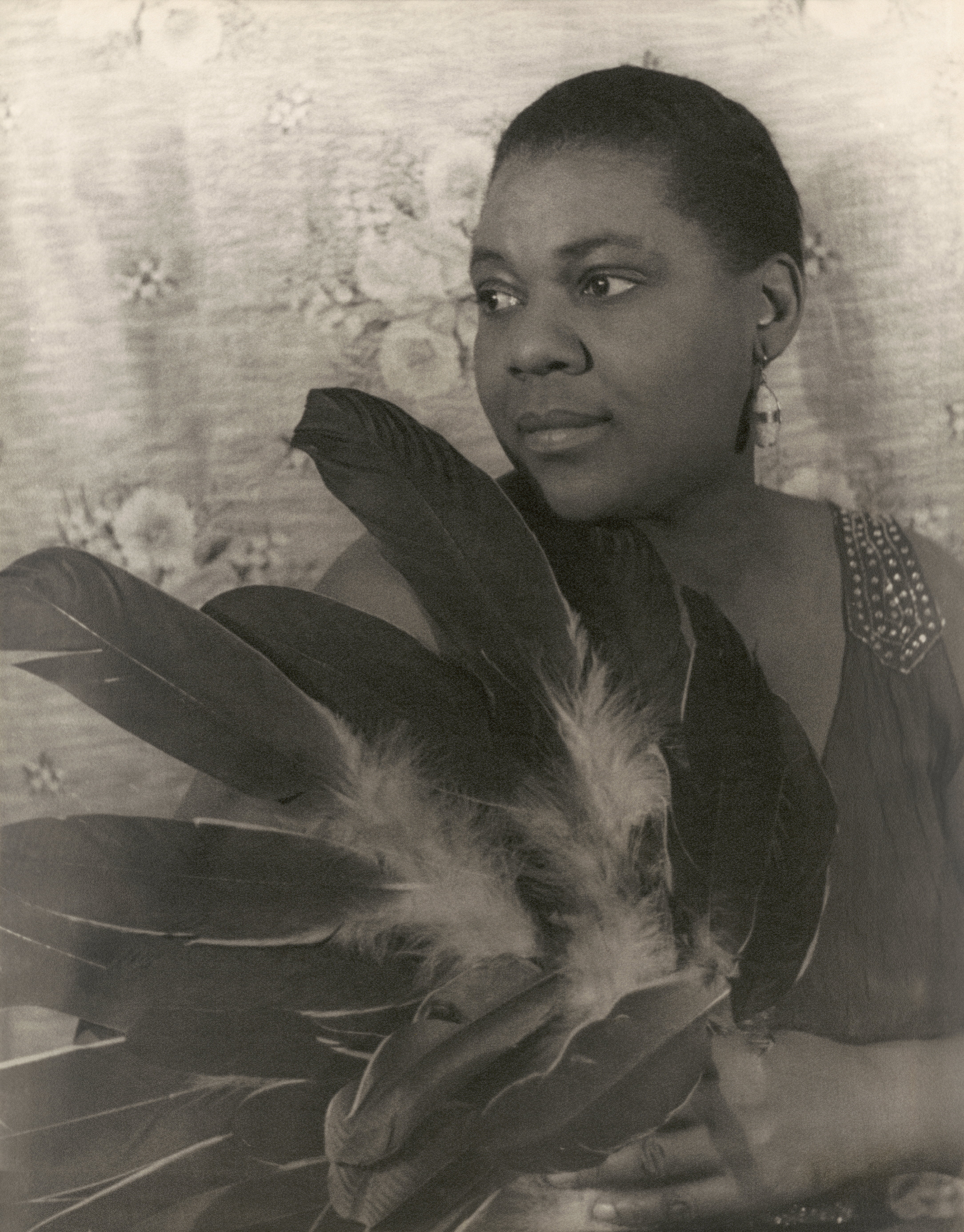
Блюз-певица Бесси Смит имела отношения как с мужчинами, так и с женщинами (фото Карла Ван Вехтена)

Первое англоязычное употребление слова «бисексуал», относящегося к сексуальной ориентации, было сделано американским неврологом Чарльзом Гилбертом Чаддоком в его переводе 1892 года 7-го издания работы Рихарда фон Краффта-Эбинга «Психопатия сексуалиса». До этого термин «бисексуалы» обычно относился к репродуктивным гермафродитам, особенно в ботанике. Под любым ярлыком открыто бисексуальные люди были редкостью в ранней американской жизни. Одним из заметных исключений стала открыто бисексуальный поэт Эдна Сент-Винсент Миллей, получившая Пулитцеровскую премию за поэзию за балладу об Арфе-Ткаче в 1923 году. Поэт XIX века Уолт Уитмен обычно описывается биографами как бисексуальный или гомосексуальный в своих чувствах и чертах. В начале XX века, во время Гарлемского Возрождения, блюзовые певицы Ма Рейни и Бесси Смит не скрывали своих отношений как с мужчинами, так и с женщинами, а такие песни, как «Sissy Man Blues», «Freakish Blues» и «Докажи это на мне», открыто говорили о гомосексуальных и бисексуальных отношениях.

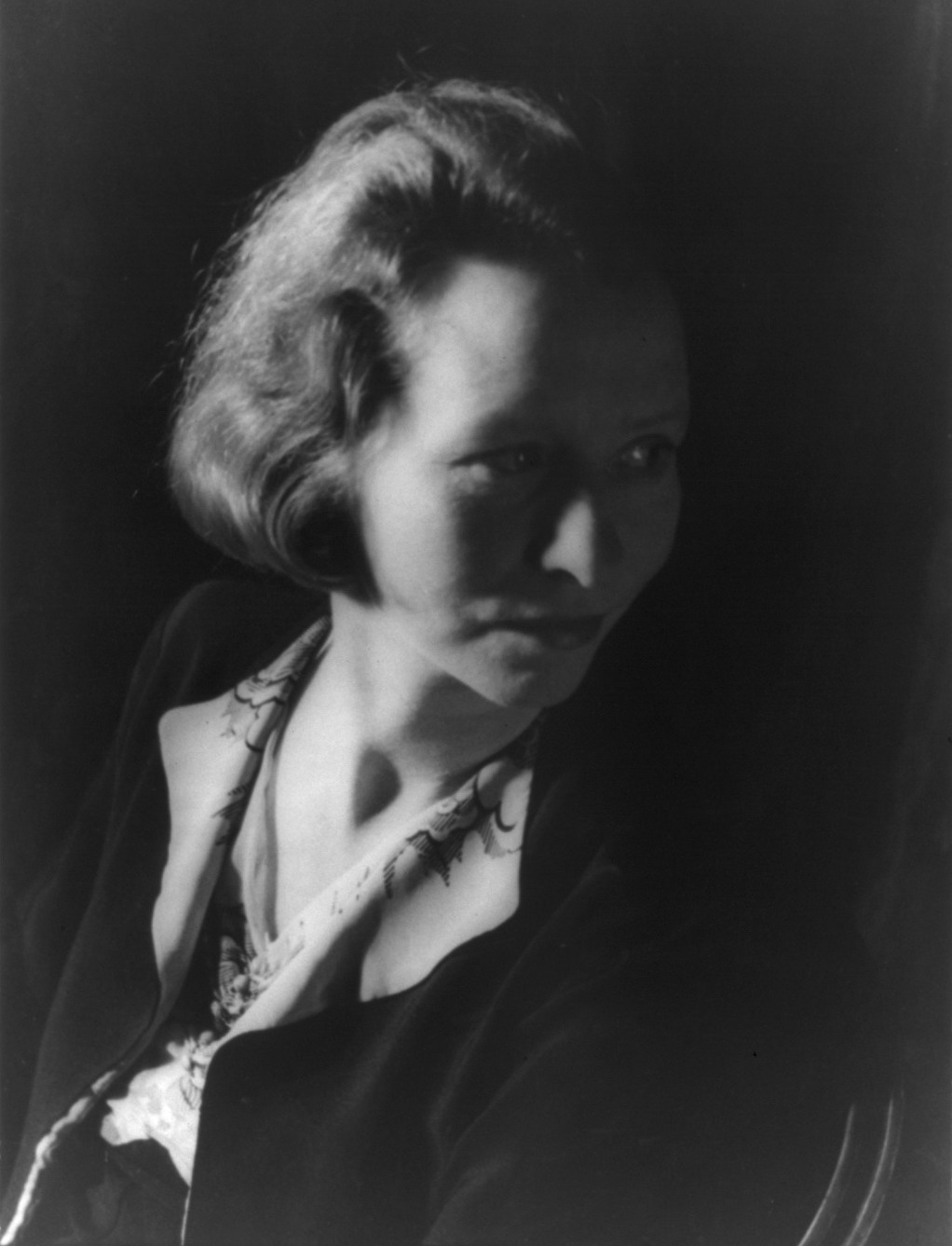
Эдна Сент-Винсент Миллей была открытой бисексуалкой

Ранние кинофильмы, будучи передовыми носителями, также предоставляли возможность для выражения бисексуальности. В 1914 году первое задокументированное появление бисексуальных персонажей (женского и мужского пола) в американском фильме произошло в Очаровании Флориды, режиссёра Сидни Дрю. Однако из-за цензуры, законодательно требуемой Кодексом Хейса, слово «бисексуал» не могло быть упомянуто и почти никакие бисексуальные персонажи не появлялись в американском кино с 1934 до 1968 года.
Американцам-бисексуалам была придана некоторая заметность в исследованиях Альфреда Кинси (который сам был бисексуалом) и его коллег в конце 1940-х — начале 1950-х годов; они обнаружили, что 28 % женщин и 46 % мужчин реагировали эротически или были сексуально активными как с женщинами, так и с мужчинами. Их исследование также показало, что 11,6 % белых мужчин (в возрасте 20-35 лет) имели примерно равный гетеросексуальный и гомосексуальный опыт/реакцию на протяжении всей своей взрослой жизни, и что 7 % одиноких женщин (возраст 20-35) и 4 % ранее женатых женщин (возраст 20-35) имели примерно равный гетеросексуальный и гомосексуальный опыт/ответ за этот период своей жизни. В результате этого исследования более ранние значения слова «бисексуал» были в значительной степени заменены значением влечения как к женщинам, так и к мужчинам.
Однако самому Кинси не нравилось использование термина «бисексуал» для описания людей, ведущих половую жизнь независимо от пола, предпочитая использовать слово «бисексуал» в более старом, биологическом смысле репродуктивных гермафродитов, говоря: «Пока не будет продемонстрировано, что выбор сексуальных отношений зависит от индивида, содержащего в своей анатомии как мужские, так и женские структуры, или мужские и женские физиологические способности, неправильно называть таких людей бисексуальными».

## С 1966 год по настоящее время

### 1960-е

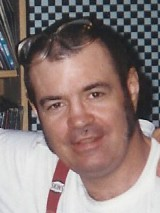
Бисексуальный активист Стивен Дональдсон, также известный как Донни Панк, в 1966 году основал студенческие гомофильные лиги в Колумбийском и Нью-Йоркском университетах.

Политическая активность ЛГБТ стала более заметной в этом десятилетии. Первые публичные протесты за равные права для геев и лесбиянок были устроены у правительственных учреждений и исторических достопримечательностей в Нью-Йорке, Филадельфии и Вашингтоне, округ Колумбия, между 1965 и 1969 годом. В Вашингтоне, округ Колумбия, Протестующие пикетировали перед Белым домом, Пентагоном и Комиссией по гражданской службе США. Одна женщина на втором пикете Белого дома, Дж. Д., назвала себя бисексуалкой.
В 1966 году бисексуальный активист Роберт А. Мартин (он же Донни Панк) основал Студенческую гомофильскую лигу в Колумбийском университете и Нью-Йоркском университете. В 1967 году Колумбийский университет официально признал эту группу, что сделало их первым учебным заведением в США, которое официально признало группу студентов-геев. Активизм от имени бисексуалов, в частности, также начал расти, особенно в Сан-Франциско. Появлению одной из самых ранних организаций для бисексуалов, Лиге сексуальной свободы в Сан-Франциско, способствовали Марго Рила и Фрэнк Эспозито. Два года спустя, во время собрания сотрудников психиатрического учреждения Сан-Франциско, обслуживающего ЛГБТ, медсестра Магги Рубенштейн объявила о бисексуальности. Благодаря этому бисексуалов впервые стали включать в программы учреждения.
Стонволлские бунты, считающееся началом современного движения за права ЛГБТ, произошло в баре Стоунволла в 1969 году. Покровители баров, в том числе бисексуалы, встали перед полицией во время рейда. В ознаменование этого на следующий год состоялся первый марш ЛГБТ-прайда. Бисексуальная активистка Бренда Говард известна как «Мать гордости» за свою работу по координации первого марша ЛГБТ Pride, а также она зародила идею для недельной серии мероприятий вокруг Pride Дня, которая стала генезисом ежегодных празднований ЛГБТ Pride, которые сейчас проводятся по всему миру каждый июнь. Кроме того, Говард вместе с бисексуальным активистом Робертом А. Мартином (он же Донни Панк) и гей-активистом Л. Крейг Шунмейкером приписывают популяризацию слова «Pride» для описания этих празднеств. Бисексуальный активист Том Лимончелли позже заявил: "В следующий раз, когда кто-то спросит вас, почему существуют марши прайда ЛГБТ или почему месяц прайда [ЛГБТ] приходится на июнь, скажите им: «Бисексуальная женщина по имени Бренда Ховард думала, что так и должно быть».

### 1970-е

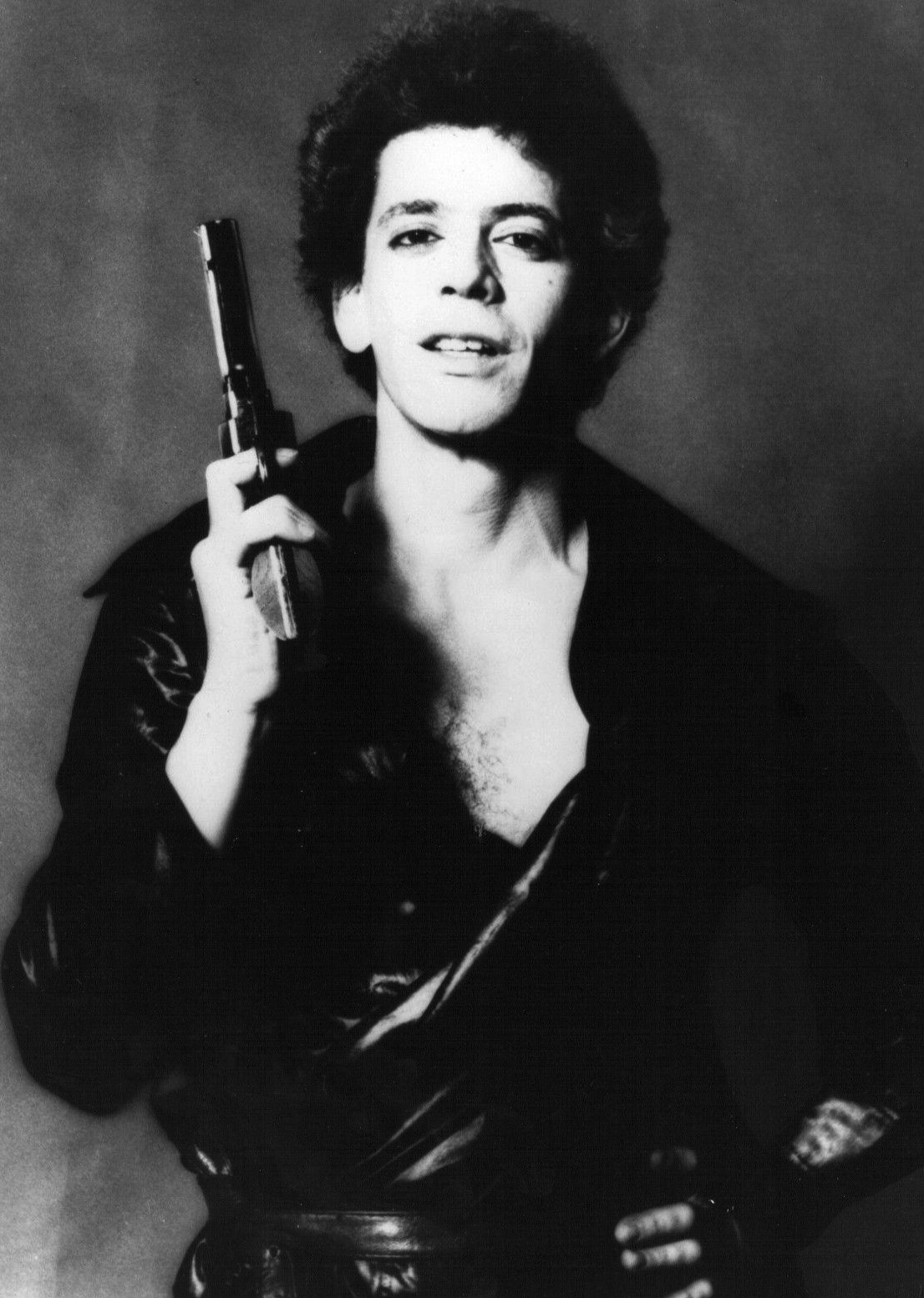
Бисексуал Лу Рид, икона 1970-х

Бисексуалы стали более заметными в СМИ в 1970-х годах. В 1972 году бисексуальный активист Дон Фасс основал в Нью-Йорке группу «Национальное бисексуальное освобождение», которая выпустила «Бисексуальное выражение», скорее всего, самый ранний бисексуальный информационный бюллетень. В 1973 году бисексуальный активист Вуди Гленн дал интервью радиошоу Национальной организации женщин на WICC в Бриджпорте, штат Коннектикут. В 1974 году и Newsweek, и Time Magazine публиковали статьи о «бисексуальном шике», как никогда прежде, чем привлекли внимание общественности к бисексуальности. В 1976 году была опубликована знаковая книга Джанет Мод «Взгляд из другого шкафа: исследование бисексуальности у женщин».
Бисексуалы также внесли важный вклад в более широкое движение за права ЛГБТ. В 1972 году Билл Бисли, бисексуальный активист движения за гражданские права, а также движения ЛГБТ, был основным организатором первого марша гей-прайдов в Лос-Анджелесе. Он также был активным участником Фронта освобождения геев. В 1975 году активистка Кэрол Куин объявила о своей бисексуальности и организовала GAYouth в Юджине, штат Орегон. В 1977 году Алан Роквей, психолог и бисексуальный активист, стал соавтором первого в Америке успешного постановления о правах геев, вынесенного на публичное голосование в округе Дейд, штат Флорида. Анита Брайант провела кампанию против постановления, и Роквей в ответ начал бойкот апельсинового сока Флориды, который она рекламировала. Бисексуальный центр Сан-Франциско также помог спонсировать пресс-конференцию лесбиянок-активистов Дель Мартин и Филлис Лайон и педиатра доктора Бенджамина Спока, выступивших против Брайант. Бисексуальный активист Алексей Гурен основал Целевую группу геев-подростков в Майами, Флорида, в ответ на кампанию Брайант. Комиссия Флориды по цитрусовым расторгла её контракт как прямой ответ на это давление. В 1979 году доктор Марвин Колтер и Джон Сорочак стали соучредителями Arete, Бисексуального центра Южной Калифорнии, в Уиттиере, Калифорния, социальной группы поддержки бисексуалов, которая участвовала в гей-параде 1982 года в Лос-Анджелесе. Джон Сорочак, психотерапевт, организовал первую бисексуальную рэп-группу в Центре геев и лесбиянок Лос-Анджелеса в 1994 году. Также в 1979 году А. Билли С. Джонс, бисексуальный член-основатель Национальной коалиции черных лесбиянок и геев, помог организовать первую делегацию чернокожих геев, которая встретилась с персоналом Белого дома президента Джимми Картера. Джонс также был одним из основных организаторов Национального марша в Вашингтоне за права лесбиянок и геев в 1979 году и «Третья всемирная конференция: когда закончится невежество?» — первой национальной конференции для цветных геев и лесбиянок.
Бисексуальное движение тоже имело свои успехи. В частности, в 1972 году группа квакеров, Комитет друзей по бисексуальности, опубликовала «Итакское заявление о бисексуальности» в поддержку бисексуалов. Заявление, которое могло быть «первым публичным заявлением о бисексуальности» и «безусловно первым заявлением о бисексуальности, выпущенным американским религиозным собранием», появилось в журналах Quaker Friends и The Advocate в 1972 году.
В 1976 году Харриет Леви и Мэгги Рубинштейн основали Центр бисексуалов в Сан-Франциско. Это был самый долго выживший общественный центр бисексуалов, предлагавший услуги консультирования и поддержки бисексуалам из Залива, а также издававший информационный бюллетень The Bi Monthly с 1976 по 1984 год. В 1978 году бисексуальный активист доктор Фриц Кляйн представил сетку сексуальной ориентации Кляйна в своей книге «Бисексуальный выбор: концепция стопроцентной близости», в которой он исследовал частоту и природу бисексуальности, отношения бисексуалов и награды бисексуальности. Бисексуальный активизм также начал распространяться за пределы побережья, поскольку с 1978 по 1979 год было создано несколько бисексуальных групп Среднего Запада, такие как One To Five (основанная Скоттом Бартеллом и Гэри Лингеном для Миннеаполиса / Сент-Пола), BI Women Welcome в Миннеаполисе, BI Married Men’s Group в пригороде Детройта и BI Ways в Чикаго.

### 1980-е

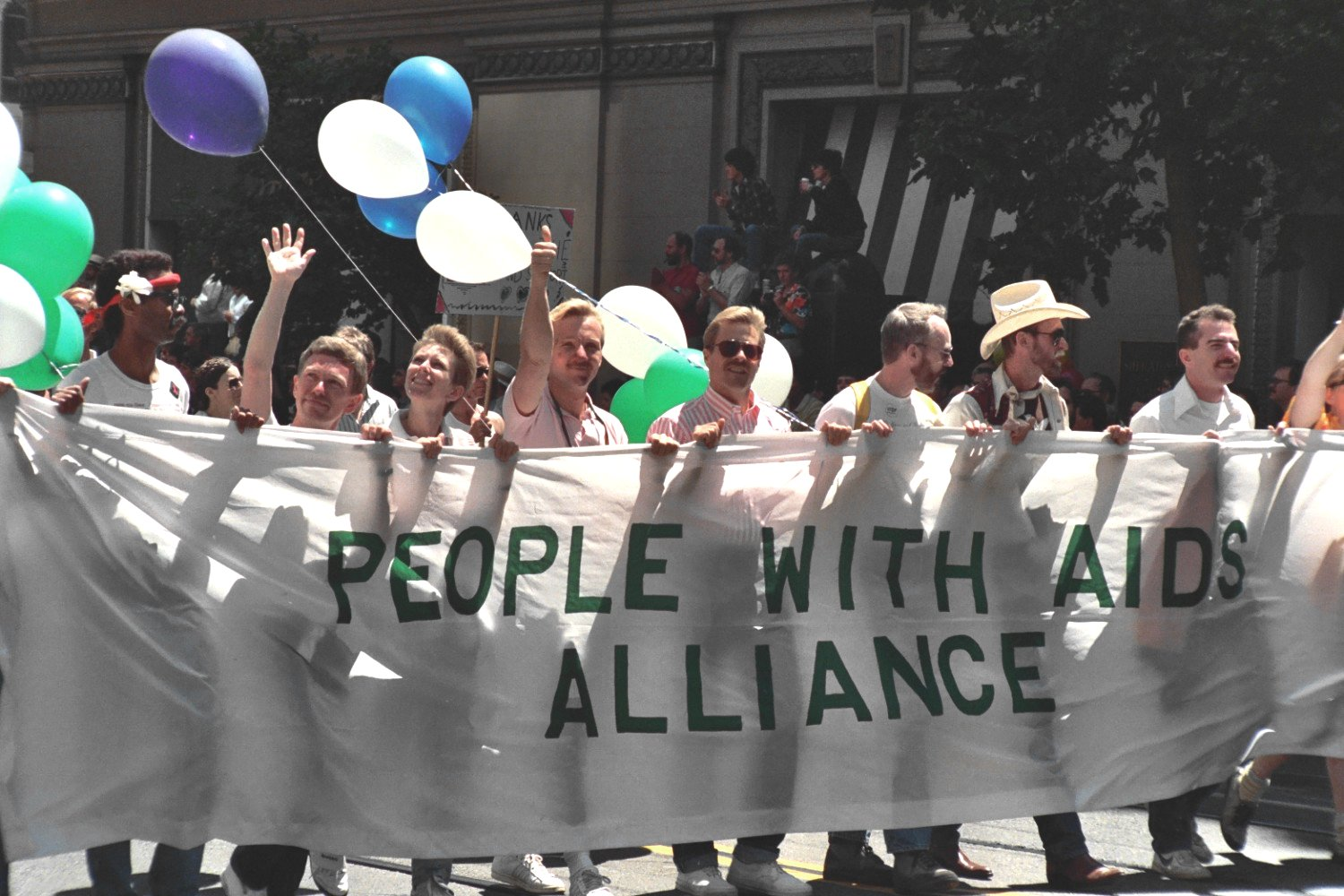
Гей-парад в Сан-Франциско в 1986 году

В 1980-х гг. СПИД начал поражать ЛГБТ-сообщество, и бисексуалы взяли на себя важную роль в борьбе с ним. В 1981 году бисексуальные активисты Дэвид Луреа и Синтия Слейтер проводили занятия по безопасному половому воспитанию в банях и БДСМ-клубах Сан-Франциско. Кроме того, в 1981 году бисексуальный активист Алексей Гурен, член учредительного совета сети Health Crisis Network (ныне CareResource) в Майами, штат Флорида, начал информационно-пропагандистскую работу, ориентируясь на женатых мужчин-латиноамериканцев, имеющих половые контакты с мужчинами. В 1984 году Дэвид Луреа наконец убедил Департамент общественного здравоохранения Сан-Франциско признать бисексуальных мужчин в своей официальной статистике СПИДа (еженедельный доклад «Новые случаи СПИДа и статистика смертности»), после двух лет кампании. Департаменты здравоохранения по всей территории США стали признавать бисексуальных мужчин, в то время как раньше они в основном признавали только геев. Бисексуальные активисты также боролись за признание пострадавшими женщин в эпидемии СПИДа. С 1984 по 1986 год бисексуальная активистка Венита Портер из Союза проституток Массачусетса и COYOTE (Call Off Your Old Tired Ethics) выступала в защиту женщин, трансгендеров и наркоманов, больных СПИДом. В 1985 году Синтия Слейтер, которая сама была ВИЧ-положительной, организовала первый информационный коммутатор о ВИЧ / СПИДе для женщин. Этот вид активности был особенно важен для бисексуалов, поскольку они часто обвинялись в распространении СПИДа их гетеросексуальным партнерам. Например, в 1987 году Newsweek описал бисексуальных мужчин как «крайних изгоев» эпидемии СПИДа, а активист бисексуалов и больной СПИДом Алан Роквей из BiPOL был процитирован, выступая против этого стереотипа. Статья в журнале Cosmopolitan в октябре 1989 года, в которой бисексуальные мужчины представлялись нечестными распространителями СПИДа, привела к кампании по написанию писем, которую проводила сеть бисексуалов Нью-Йорка (NYABN). Со времени кампании Cosmopolitan не печатал статей, порочащих бисексуалов.
Бисексуальное движение имело несколько важных успехов в 1980-х годах. Сеть бисексуальных женщин Бостона, старейшая существующая группа бисексуальных женщин, была основана в 1983 году и начала публиковать свой двухмесячный информационный бюллетень BI Women. Это самый продолжительный в США информационный бюллетень для бисексуалов. Также в 1983 году BiPOL, первая и старейшая бисексуальная политическая организация, была основана в Сан-Франциско бисексуальными активистами Отэм Кортни, Лани Каахуману, Арлен Кранц, Дэвидом Луреа, Биллом Маком, Аланом Рокуэем и Мэгги Рубенштейн. В 1984 году BiPOL спонсировал первый митинг за права бисексуалов за пределами Национального съезда Демократической партии в Сан-Франциско. В митинге приняли участие девять спикеров из групп за гражданские права, связанных с бисексуальным движением. Также в 1984 году в Школе социальной работы Сторрс Университета Коннектикута была проведена Первая конференция по бисексуальности Восточного побережья (которая также была первой региональной конференцией бисексуалов в США), в которой приняли участие около 150 человек. Затем участники конференции в 1985 году основали Сеть бисексуалов Восточного побережья, которая позже была переименована в Центр ресурсов бисексуалов (BRC) в 1993 году. В 1987 году Сеть бисексуалов Восточного побережья создала первый архив истории бисексуалов с первоначальной коллекцией бисексуальной активистки Робин Очс; архивариус Клэр Мортон принимала исследователей. Также в 1987 году Лани Каахуману, Энн Джусти и Мэгги Рубенштейн основали Сеть бисексуалов в районе залива, старейшую и крупнейшую бисексуальную группу в районе залива Сан-Франциско.

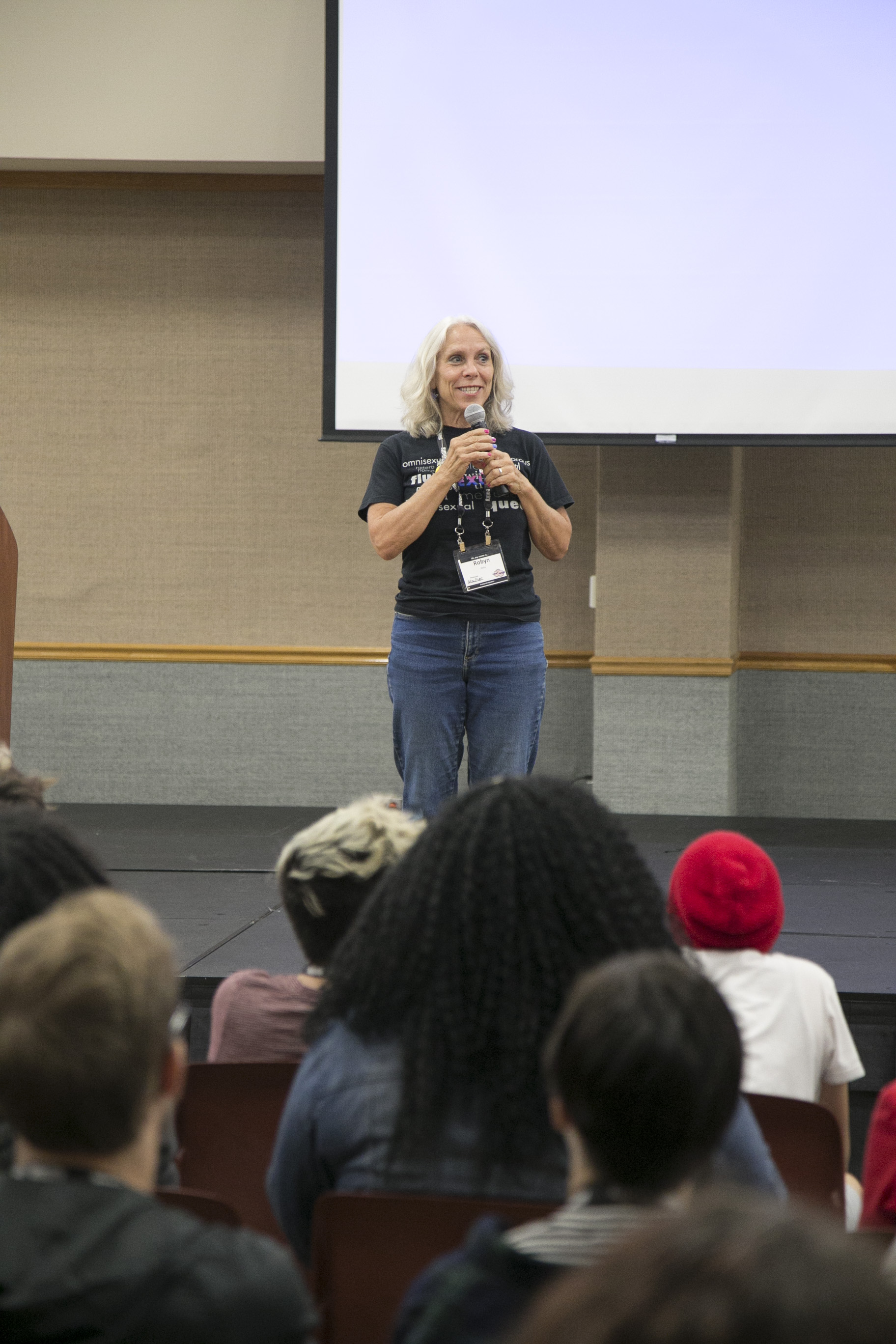
Робин Охс помогла создать архив истории бисексуалов в 1987 году

В 1988 году Гэри Норт опубликовал первый национальный бисексуальный информационный бюллетень под названием «Бисексуальность: новости, взгляды и сети». В 1989 году Клифф Арнесен дал показания перед Конгрессом США от имени ветеранов бисексуалов, лесбиянок и геев. Он был первым ветераном, давшим показания о проблемах бисексуалов, лесбиянок и геев, и первым открыто негетеросексуальным ветераном, давшим показания на Капитолийском холме о проблемах ветеранов в целом. Он дал показания 3 мая 1989 года во время официальных слушаний, проведенных в Комитете Палаты представителей США по делам ветеранов: Подкомитете по надзору и расследованиям. Он также дал показания перед тем же Подкомитетом 16 мая 1990 года в составе комиссии по ВИЧ / СПИДу.Бисексуалы также продолжали активно участвовать в более широком ЛГБТ-движении. В 1986 году Отум Кортни из BiPOL была избрана сопредседателем парада геев-лесбиянок в Сан-Франциско; она была первым открытым бисексуалом, занявшим такую должность в Соединённых Штатах. В 1987 году группа из 75 бисексуалов вышла на Второй национальный марш в Вашингтоне за права лесбиянок и геев, который стал первым общенациональным митингом бисексуалов. Статья Лани Каахуману «Бисексуальное движение: заметны ли мы?» появилась в официальном справочнике по гражданскому неповиновению за марш. Это была первая статья о бисексуалах и зарождающемся бисексуальном движении, опубликованная в национальном издании для лесбиянок и геев. Североамериканская бисексуальная сеть, первая национальная бисексуальная организация, впервые была задумана на этом собрании, но была основана только через три года. Позже NABN сменила название на BiNet USA. Также в 1987 году Барни Франк стал первым американским конгрессменом, который по собственному желанию объявил себя геем; отчасти его вдохновила смерть Стюарта МакКинни, замкнутого бисексуального республиканского представителя из Коннектикута. Франк сообщил The Washington Post, что после смерти МакКинни произошла «досадная дискуссия на тему: „Был он или нет? Не так ли?“ Я сказал себе, я не хочу, чтобы это случилось со мной».

### 1990-е

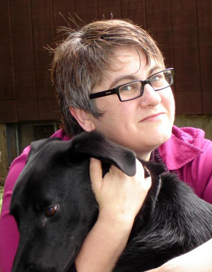
Венди Карри, одна из организаторов первого Дня бисексуальности в 1999 году

Старейшая национальная организация бисексуальности в США BiNet USA была основана в 1990 году. Первоначально она называлась Североамериканская мультикультурная бисексуальная сеть (NAMBN) и провела свою первую встречу на первой Национальной бисексуальной конференции в Америке. Эта первая конференция была проведена в Сан-Франциско, и спонсировалась BiPOL. Бисексуальное здоровье было одним из восьми семинаров на конференции, и лоскутное одеяло «NAMES Project» было продемонстрировано с кусочками бисексуального лоскутного одеяла. Присутствовало более 450 человек из 20 штатов и 5 стран, а мэр Сан-Франциско направил прокламацию, «воздавшую должное сообществу за права бисексуалов за его лидерство в деле социальной справедливости» и объявив 23 июня 1990 года Днем гордости бисексуалов. Конференция также вдохновила участников из Далласа на создание первой бисексуальной группы в Техасе под названием BiNet Dallas.
Бисексуальное движение также стало более приемлемым как часть устоявшихся институтов. В 1990 году Сьюзан Карлтон предложила первый академический курс по бисексуальности в Америке в Калифорнийском университете в Беркли, а в 1991 году психологи Сари Дворкин и Рон Фокс стали сопредседателями-основателями Целевой группы по вопросам бисексуалов Отдела 44, группы геев и лесбиянок в Американской психологической ассоциации. В 1997 году, бисексуальный активист и психолог Пэт Эшбрук впервые разработал национальную модель для групп поддержки ЛГБТ в рамках системы больниц ветеранов.
Бисексуальная литература стала более заметной в 1990-х годах. В 1991 году «Bay Area Bisexual Network» начала издавать первый национальный ежеквартальный журнал "Anything That Moves: Beyond The Myths Of Bisexuality, основанная Карлой Росси, которая была управляющим редактором редакционного коллектива до 1993 года. В 1991 году также увидела издание одной из основополагающих книг в истории современного движения за права бисексуалов, Bi Any Other Name: Bisexual People Speak Out, антология под редакцией Лорейна Хатчинса и Лани Каахуману. После этого антология была вынуждена конкурировать (и проиграла) в Lambda Literary Awards под категорией Лесбийская антология, а в 2005 году — Directed by Desire: Собрание стихов, посмертному сборнику работ бисексуальной ямайской американской писательницы Джун Джордан должен был конкурировать (и выиграл) в категории «Лесбийская поэзия» BiNet USA возглавила бисексуальное сообщество в многолетней кампании, в результате которой в конечном итоге была добавлена категория бисексуалов, начиная с премии 2006 года. В 1995 году профессор Гарварда и исследователь Шекспира Марджори Гарбер представила академические аргументы в пользу бисексуальности в своей книге «Наоборот: бисексуальность и эротизм повседневной жизни», в которой она утверждала, что большинство людей были бы бисексуалами, если бы не «репрессии, религия, отвращение, отрицание и т. д. лень, застенчивость, отсутствие возможностей, преждевременная специализация, недостаток воображения или жизнь, уже наполненная до краев эротическими переживаниями, хотя и с одним человеком или только с одним полом». В 1997 году бисексуальный активист доктор Фриц Кляйн основал «Журнал бисексуальности», первый академический ежеквартальный журнал о бисексуальности. Однако другие СМИ оказались более смешанными с точки зрения представления бисексуалов. В 1990 году фильм с отношениями двух бисексуальных женщин, названный Генри и Джун, стал первым фильмом, получившим NC-17 рейтинг от Киноассоциации Америки (MPAA). Но в 1993 году бисексуальная активистка Шила Ламберт написала, спродюсировала и вела первый телесериал бисексуалов под названием «Бисексуальная сеть». Он транслировался в течение 13 недель по NYC Public Access Cable.
Большее влияние стали оказывать и региональные организации в бисексуальном движении. В 1992 году организация Бисексуальная связь (Миннесота) выступила спонсором первой ежегодной Региональной конференции бисексуалов на Среднем Западе под названием ПОТОМУ (Конференция по расширению прав и возможностей бисексуалов: объединяющий, поддерживающий опыт). Бисексуальное сообщество Миннесоты объединилось с группами лесбиянок, геев и транссексуалов, чтобы лоббировать эту конференцию. Также в 1992 году, Сеть бисексуалов Южной Флориды (основана в 1989 году) и Союз студентов Стоунволла Международного университета Флориды выступили соавторами Первой ежегодной Юго-Восточной региональной конференции бисексуалов. В 1993 году Первая ежегодная Северо-Западная региональная конференция была спонсирована BiNet USA, Сетью бисексуальных женщин Сиэтла и Союзом бисексуальных мужчин Сиэтла. Он проходил в Сиэтле, на нем присутствовали 55 человек, представлявших Вашингтон, Орегон, Аляску, Монтану и Британскую Колумбию.
Важным событием в движении за права ЛГБТ в этом десятилетии стал Марш 1993 года в Вашингтоне за равные права и освобождение лесбиянок, геев и би. В результате лоббирования со стороны BiPOL (Сан-Франциско) открытые бисексуалы заняли ключевые руководящие роли в местной и региональной организации марша, и впервые бисексуалы были включены в название марша. Кроме того, на митинге выступила открыто бисексуальная активистка и писатель Лани Каахуману, и более 1000 человек вышли на марш с бисексуальной группой. Как и в марте, BiNet USA, Центр бисексуальных ресурсов (BRC) и Вашингтонский Альянс мультикультурных бисексуалов (AMBi) спонсировали Вторую национальную конференцию, посвященную бисексуальности, в Вашингтоне, округ Колумбия. В конференции приняли участие более 600 человек из США и Европы, что на тот момент стало крупнейшей конференцией бисексуалов, когда-либо проводившихся.
Ещё одним важным событием в движении за права ЛГБТ стало введение в действие политики «Не спрашивай, не говори». До того, как в 1993 году была введена в действие политика «Не спрашивай, не говори», бисексуалам (а также лесбиянкам и геям) запрещалось служить в армии. В 1993 году была принята политика «Не спрашивай, не говори», согласно которой военные не могли спрашивать военнослужащих об их сексуальной ориентации. Однако до прекращения действия политики в 2011 году военнослужащие по-прежнему исключались из армии, если они вступали в сексуальные отношения с представителем того же пола, или заявляли, что они бисексуалы, геи или лесбиянки, и / или были женаты или пытались жениться на том, кто был того же пола.
Примерно в это же время было проведено несколько важных опросов о бисексуальности. В 1993 году Рон Фокс провел первое крупномасштабное исследование бисексуальной идентичности, а также создал и поддерживал обширную библиографию биологических исследований. В том же 1993 году Отчет Януса о сексуальном поведении показал, что пять процентов мужчин и три процента женщин считают себя бисексуалами. В 1995 году BiNet USA Bisexual Youth Initiative, в городе Фейетвилл, Северная Каролина, разработала и разослала по почте национальный опрос в молодёжные программы ЛГБТ. Опрос был опубликован и разослан агентствам, предлагающим помощь бисексуальной молодежи.
В 1992 году избиратели Колорадо по инициативе одобрили поправку к конституции штата Колорадо (поправка 2), которая запрещала любому городу, поселку или округу в штате принимать какие-либо законодательные, исполнительные или судебные меры для признания бисексуалов или геев в качестве защищенного класса. В поправке говорилось:
Ни штат Колорадо, ни через свои отделения или департаменты, ни одно из его учреждений, политических подразделений, муниципалитетов или школьных округов, введут в действие, примут или утвердят любой устав, регулирование, постановление или политику посредством чего гомосексуальная, лесбийская или бисексуальная ориентация, поведение, практика или отношения являются или иным образом являются основой или правом любого лица или группы лиц иметь или требовать какой-либо статус меньшинства, преференции квот, защищаемый статус или требование дискриминации. Настоящий раздел Конституции является во всех отношениях самостоятельным.
Это привело к рассмотрению дела для Верховного суда 1996 года, «Ромер против Эванса», в котором Суд постановил решением 6-3, что поправка к конституции штата Колорадо, запрещающая защищенный статус на основании бисексуальности или гомосексуализма, не удовлетворяет положению о равной защите. По мнению большинства, поправке не хватало «рационального отношения к законным государственным интересам», а в обсуждении несогласных утверждалось, что большинство «очевидно соглашается с тем, что „рациональная основа“- нормальный критерий соответствия с положением о равной защите — является определяющим стандартом». Поправка к конституции штата не выдержала проверки рациональной основы.
Понятие бисексуальной гордости получило большее распространение в конце 1990-х годов. В ЛГБТ PrideFest в Коннектикуте в 1997 году, Эвелин Мантилла вышла как первый открыто бисексуальный государственный чиновник Америки. Бисексуальный флаг Гордости, разработанный Майклом Пэйджем, был представлен 5 декабря 1998. В 1999 году произошло первое празднование дня бисексуальности, который организовывался Майклом Пэйджем, Джиджи Рэйвеном Уилбуром, и Венди Керри, теперь он проводится ежегодно 23 сентября.

### 2000—2010

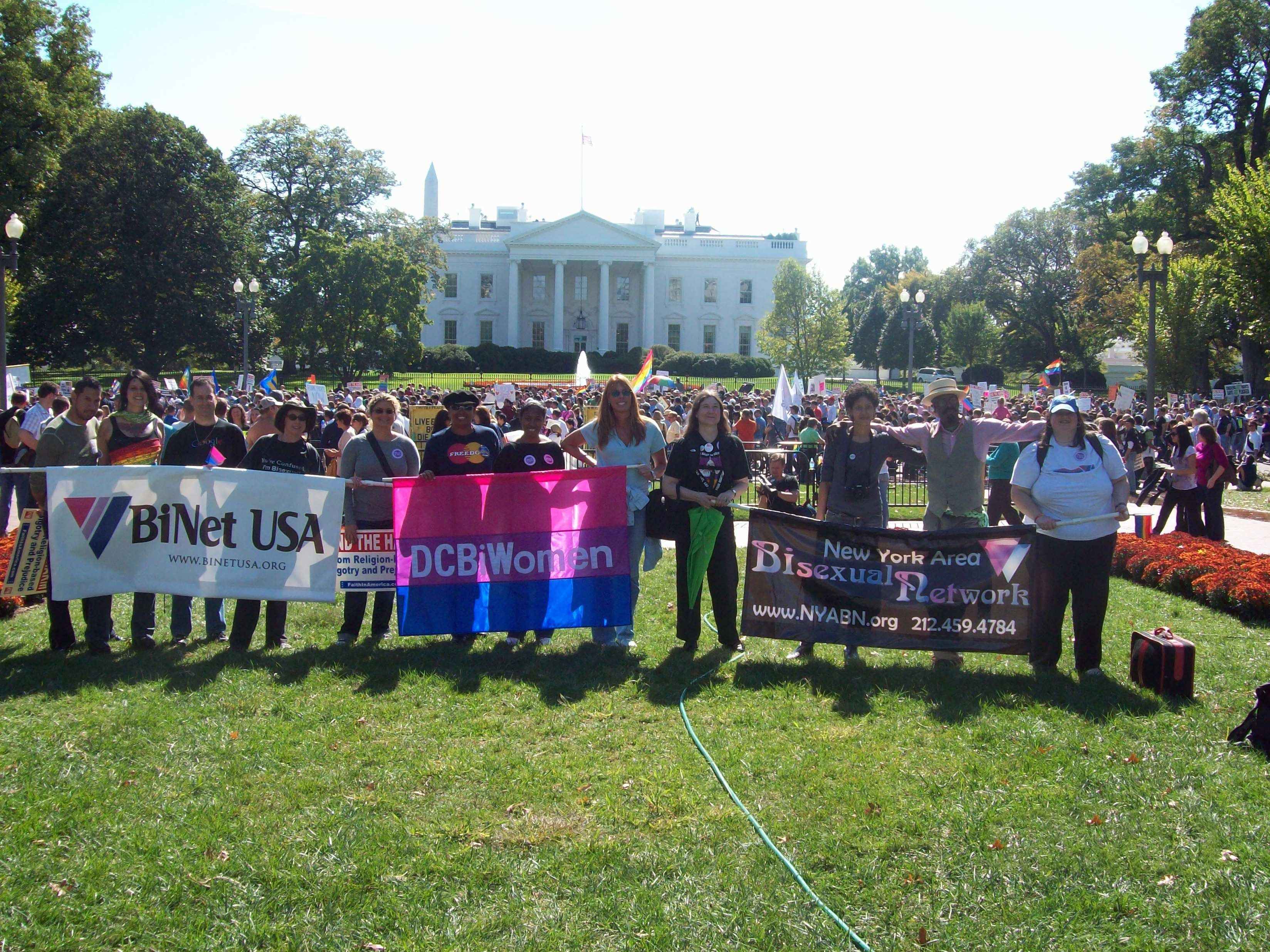
Бисексуальные активисты в 2009 году

В то время бисексуалы добились заметных успехов в движении за права ЛГБТ. В 2001 году в «Руководстве по психотерапии с клиентами-лесбиянками, геями и бисексуалами» Американской психологической ассоциации (APA) говорилось, что «гомосексуальность и бисексуальность не являются психическим заболеванием»; бисексуальный активист Рон Фокс входил в рабочую группу, которая разработала руководство. В 2002 году Пит Чвани, Луиджи Феррер, Джеймс Грин, Лорейн Хатчинс и Моника МакЛемор выступили на Саммите по здоровью геев, лесбиянок, бисексуалов, трансгендеров, квир и интерсексуалов, который проходил в Боулдере, штат Колорадо, и впервые бисексуалы, трансгендеры, квир-люди и интерсексуалы были признаны равноправными партнерами на национальном уровне, а не «союзниками» или символами геев и лесбиянок. Также в 2002 году бисексуальная активистка Робин Очс выступила с первым двусторонним программным докладом на Национальной ассоциации специалистов по лесбийской и гомосексуальной зависимости. В 2003 году Союз реформистского иудаизма задним числом применил свою правозащитную политику в отношении геев и лесбиянок как к бисексуальным, так и к трансгендерным сообществам. В 2005 году ученые и активисты-бисексуалы вместе с Целевой группой, GLAAD и BiNet USA встретились с редактором научного отдела New York Times и исследователем Брайаном Доджем, чтобы отреагировать на дезинформацию, опубликованную в газете об исследовании бисексуальных мужчин. Исследование, озаглавленное «Паттерны сексуального возбуждения у бисексуальных мужчин», проведенное неоднозначным исследователем Дж. Майклом Бейли, якобы «доказало», что бисексуальных мужчин не существует. После небольшого критического анализа, различные знаменитости и средства массовой информации отреагировали на эту тему и заявили, что «решили» «проблему бисексуальности», заявив, что её не существует, по крайней мере, у мужчин. Дальнейшие исследования, в том числе усовершенствованные последующие исследования, проведенные Майклом Бейли, доказали, что это ложь. Также в 2005 году отделение PFLAG в Куинсе объявило о создании «Премии памяти Бренды Ховард», впервые отметив, что крупная американская ЛГБТ-организация назвала награду в честь открыто бисексуального человека. Национальный марш равенства в Вашингтоне, округ Колумбия, состоялся 11 октября 2009 года и призвал к равной защите бисексуалов, лесбиянок, геев и трансгендеров во всех вопросах, регулируемых гражданским законодательством во всех штатах и округах; специальный контингент бисексуалов, пансексуалов и гомосексуалистов был организован в рамках марша. Несколько бисексуальных групп собрались вместе и маршировали, включая BiNet USA, New York Area Bisexual Network, DC Bi Women и BiMA DC. На митинге Национального марша за равенство также присутствовали четверо бисексуалов: Майкл Хаффингтон, Леди Гага, Хлоя Нобл и Пенелопа Уильямс. В октябре 2009 года ЛГБТ-активистка Эми Андре была назначена исполнительным директором Комитета по празднованию прайда в Сан-Франциско, что сделало её первой в организации открыто бисексуальной цветной женщиной-исполнительным директором.
Подробные отчеты о бисексуалах также были выпущены в этом десятилетии. В 2002 году опрос, проведенный Национальным центром статистики здравоохранения в США, показал, что 1,8 процента мужчин в возрасте от 18 до 44 лет считают себя бисексуалами, 2,3 процента — гомосексуалистами и 3,9 процента — «кем-то ещё». В том же исследовании было обнаружено, что 2,8 процента женщин в возрасте от 18 до 44 лет считают себя бисексуалами, 1,3 процента — гомосексуалистами и 3,8 процента — «кем-то ещё». В отчете за 2007 год говорится, что 14,4 % молодых женщин в США считают себя бисексуалами / лесбиянками, а 5,6 % мужчин считают себя геями или бисексуалами. Также в 2007 году в статье в разделе «Здоровье» New York Times говорилось, что «1,5 процента американских женщин и 1,7 процента американских мужчин идентифицируют себя [как] бисексуалов».
В 2008 году Кейт Браун была избрана госсекретарем штата Орегон, став первым в Америке открыто бисексуальным должностным лицом в штате.

### 2011—2020

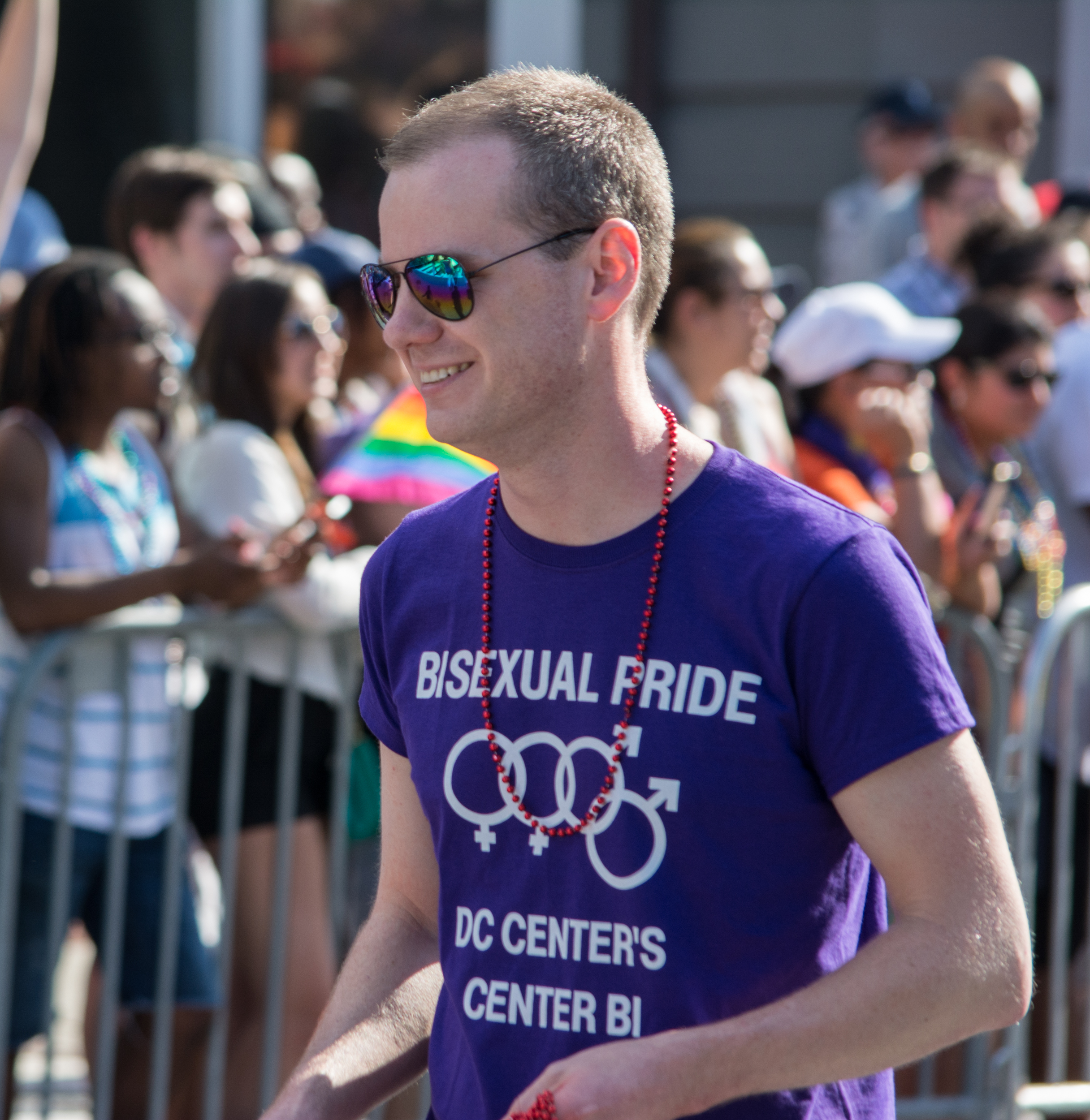
Сторонник Bisexual Pride на Capital Pride в Вашингтоне, округ Колумбия, июнь 2010 г.

В 2011 году одно из требований Марша национального равенства 2009 года было выполнено, поскольку политика «Не спрашивай, не говори» была отменена, что позволило бисексуалам, лесбиянкам и геям в армии США открыто рассказывать о своей сексуальности.
Комиссия по правам человека Сан-Франциско опубликовала отчет о явлении бисексуальности в 2011 году, что стало первым случаем, когда какой-либо правительственный орган опубликовал такой отчет. Его результаты показали, что самоидентифицированные бисексуалы составляют самую большую популяцию в сообществе ЛГБТ в Соединённых Штатах. В каждом из исследований отчета больше женщин было идентифицировано как бисексуалы, чем лесбиянки, хотя меньше мужчин идентифицировано как бисексуалы, чем геи. Также в 2011 году лонгитюдное исследование женщин из сексуальных меньшинств (бисексуальных и лесбиянок) показало, что за 10 лет «больше женщин приняли бисексуальную / неоднозначную идентичность, чем отказались от неё». Из тех, кто начал исследование, идентифицировав себя как бисексуалы, 92 % определились как бисексуалы или неоднозначные 10 лет спустя, а 61 % из тех, кто начал как неоднозначную, определились как бисексуалы или неоднозначные через 10 лет.
В сентябре 2012 года Беркли, штат Калифорния, стал первым городом в Америке, официально провозгласившим день признания бисексуалов. Городской совет Беркли единогласно и без обсуждения объявил 23 сентября Днем гордости и публичности бисексуалов. В 2013 году в День гордости бисексуалов и биоразнообразия, Белый дом провел за закрытыми дверями встречу с примерно 30 защитниками бисексуалов, чтобы они могли встретиться с правительственными чиновниками и обсудить вопросы, имеющие особую важность для бисексуального сообщества; это было первое двустороннее мероприятие, которое когда-либо проводилось в Белом доме. Ещё один важный вклад в повышение узнаваемости бисексуалов был сделан в 2014 году, когда было основано Совместное исследование бисексуальных исследований в области здравоохранения (BiRCH) для поиска способов повышения осведомленности общественности о проблемах бисексуального здоровья, а также для продолжения обсуждений на высоком уровне исследований и планов бисексуального здоровь на национальной конференции.

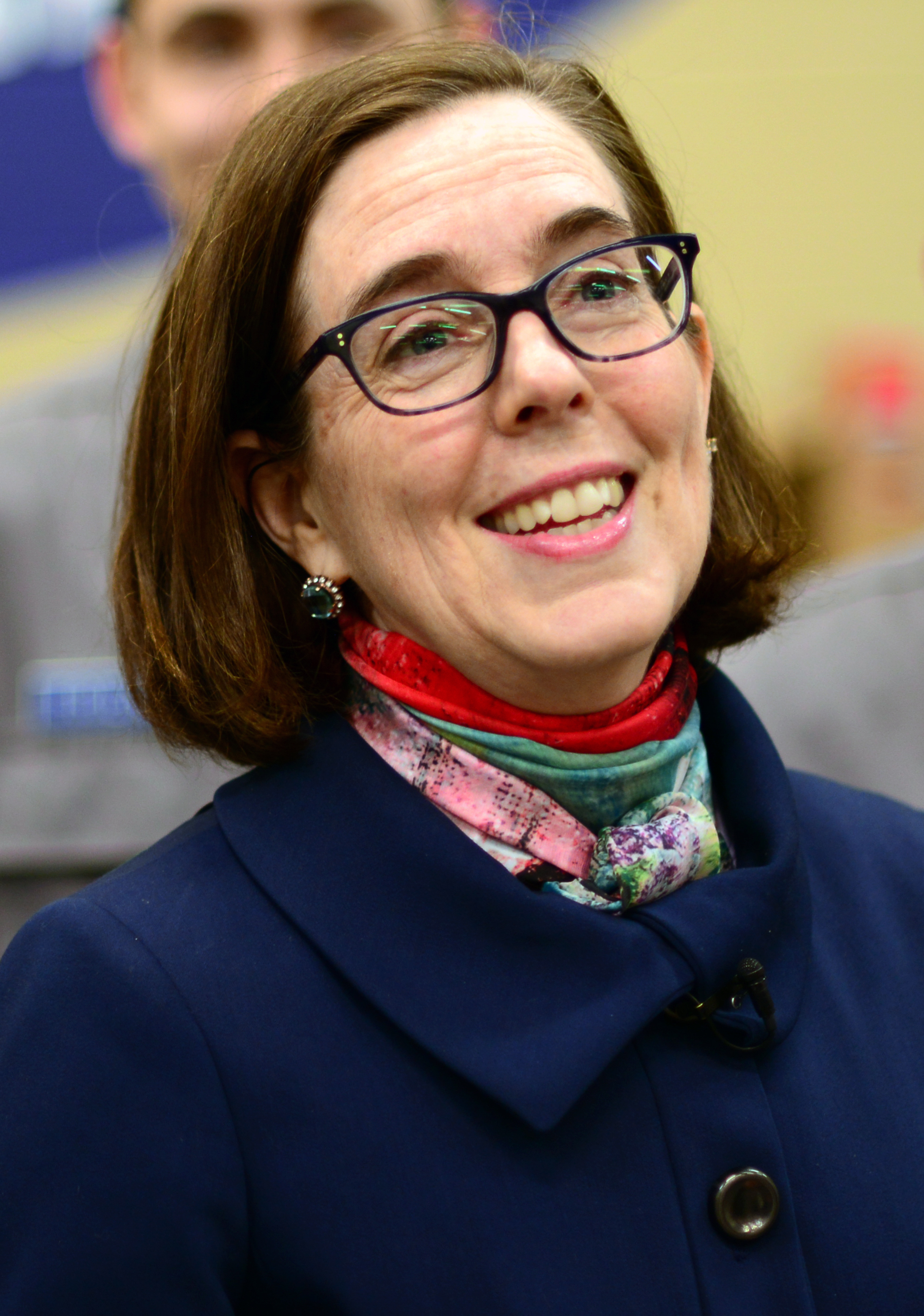
Губернатор Орегона Кейт Браун была первым губернатором США, будучи открытой бисексуалкой; она была избрана в 2016 году

Что касается права и политики, то в ноябре 2012 года Кирстен Синема была избрана в Палату представителей, став первым в американской истории открыто бисексуальным членом Конгресса. В 2013 году была основана BiLaw, первая американская национальная организация бисексуальных юристов, профессоров права, студентов юридических факультетов и их союзников. В феврале 2015 года Кейт Браун стала первым открыто бисексуальным губернатором в Соединённых Штатах после отставки губернатора Орегона. 26 июня 2015 года Верховный суд 5 голосами против 4 постановил по делу Обергефелл против Ходжеса, что Конституция гарантирует право на однополые браки, легализовав его на всей территории Соединённых Штатов; это расширило права бисексуалов в Америке, желающих вступить в брак со своими однополыми партнерами. Ещё одна важная победа произошла позже в том же году, когда Комиссия США по равным возможностям при трудоустройстве пришла к выводу, что Раздел VII Закона о гражданских правах 1964 года не допускает дискриминации по признаку сексуальной ориентации при приеме на работу, поскольку это форма дискриминации по признаку пола. В 2016 году Кейт Браун была избрана губернатором штата Орегон и, таким образом, стала первым открыто бисексуальным человеком, избранным губернатором Соединённых Штатов (и действительно первым открыто избранным ЛГБТ-лицом). В 2018 году Кирстен Синема стала первым открыто бисексуальным человеком, который выиграл номинацию от крупной партии и баллотировался на место в Сенате США, а позже в том же году она стала первым открыто бисексуалом, избранным в Сенат США. В том же году Кейт Браун была переизбрана губернатором Орегона. В 2020 году Кристи Холстедж стала первым открыто бисексуальным мэром в США, став мэром Палм-Спрингс, Калифорния.
В первом крупномасштабном правительственном опросе по измерению сексуальной ориентации американцев NHIS в июле 2014 года сообщил, что 0,7 % американцев идентифицируют себя как бисексуалы. Опрос 2016 года, цитируемый CNN, показал, что бисексуальность растет в Соединённых Штатах: 5,5 % женщин и 2 % мужчин идентифицируют себя как бисексуалы по сравнению с 3,9 % и 1,2 % соответственно в более раннем опросе.
В 2017 году Министерство юстиции направило во 2-й окружной апелляционный суд США записку amicus, в которой утверждалось, что Раздел VII Закона о гражданских правах 1964 года не запрещает дискриминацию в отношении сотрудников, являющихся бисексуалами или геями.
В 2018 году в Западном Голливуде состоялось первое общегородское мероприятие Bi Pride в Америке.

## Заметные американские бисексуалы
- Грегг Араки — независимый кинорежиссёр[88]. Он работает в New Queer Cinema[89]. Араки был геем до 1997 года, когда он вступил в отношения с актрисой Кэтлин Робертсон, которую снял в «Нигде»[90].

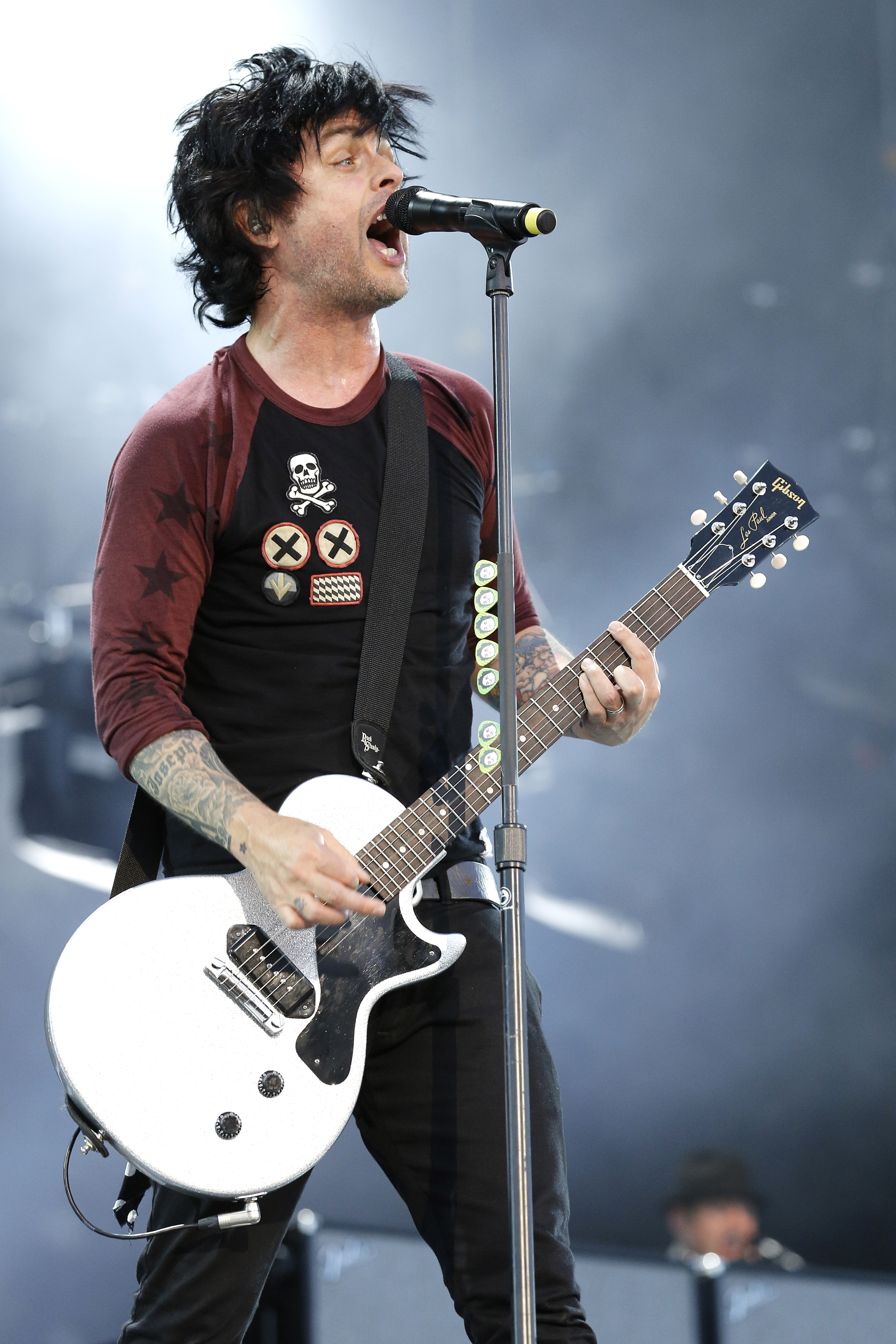
Билли Джо Армстронг

- Билли Джо АрмстронгБилли Джо Армстронг — солист группы Green Day[91].
- Дрю Бэрримор — актриса и режиссёр, сообщила о своей бисексуальности в интервью для Contact Music в 2003 году, где сказала: «Нравятся ли мне женщины в сексуальном плане? Да, конечно»[92] Бэрримор сказала в 2004 году: «Женщина и женщина вместе прекрасны, как мужчина и женщина вместе прекрасны. Быть с женщиной — это как исследовать собственное тело, но через кого-то другого. Когда я была моложе, я встречалась с большим количеством женщин»[93].
- Кейт Браун стала первым открыто бисексуальным губернатором в США как губернатор штата Орегон, в 2015 году[76][78]. Она была избрана госсекретарем штата Орегон в 2008 году, став первым в Америке открыто бисексуальным государственным чиновником[59][76].
- Аарон Картер — музыкант, совершил каминг-аут как бисексуал через Twitter 5 августа 2017 года[94].
- Джон Чивер — писатель, имел сексуальные отношения как с мужчинами, так и с женщинами и был охарактеризован сыном как бисексуал[95].
- Маргарет Чо — комик[96].
- Клайв Дэвис — звукозаписывающий продюсер и руководитель музыкальной индустрии. Он выиграл пять премий «Грэмми» и является членом Зала славы скалы как неисполнитель. С 1967 по 1973 год Дэвис был президентом Columbia Records. Он совершил каминг-аут как бисексуал в 2013 году[97].
- Рауль Эспарса — кубинско-американский актёр сцены, певец и актёр озвучивания, отмеченный многочисленными наградами за выступления в бродвейских шоу. Он совершил каминг-аут как бисексуал в 2007 году[98].

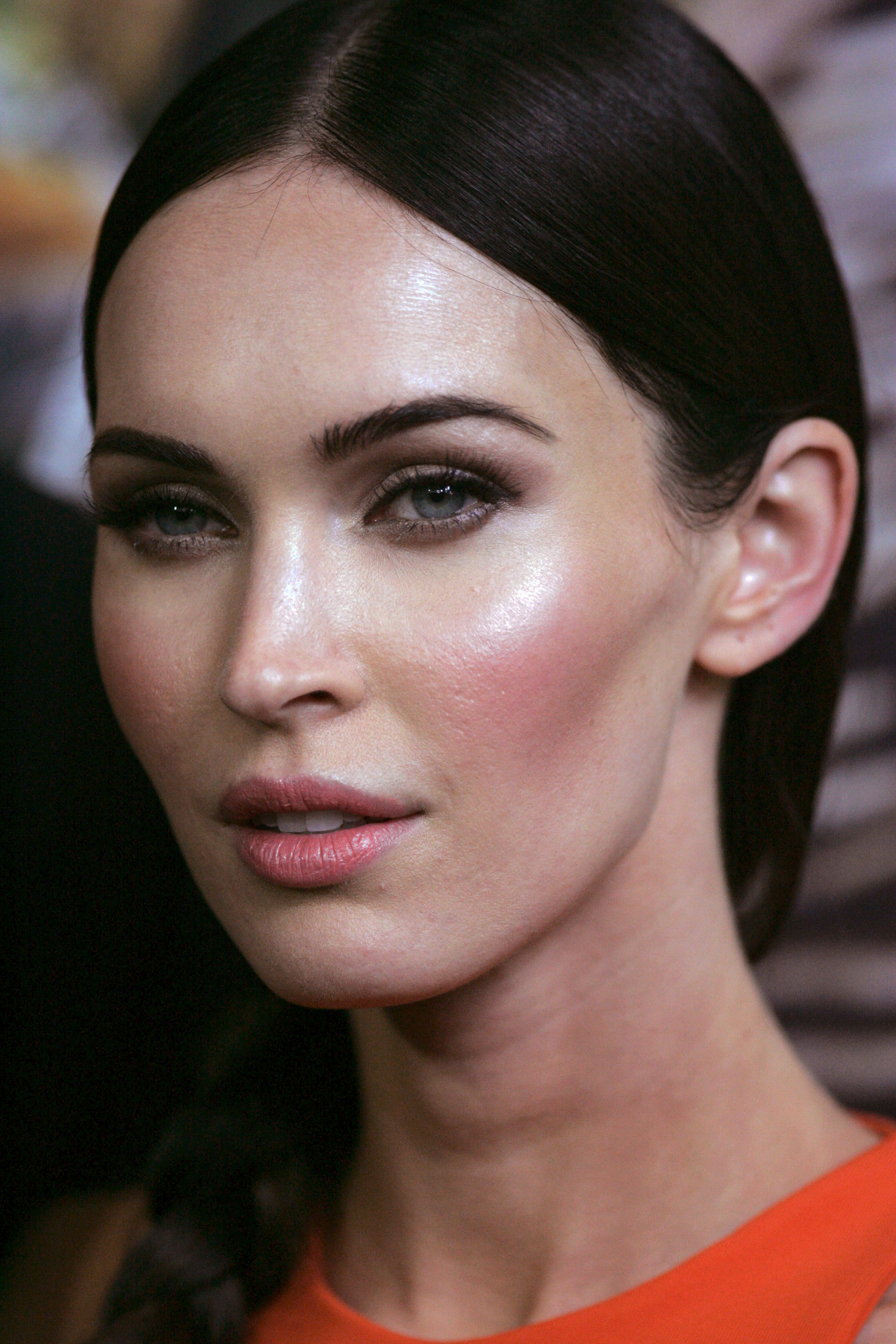
Меган Фокс

- Меган Фокс — актриса и модель, сообщила о своей бисексуальности в 2009 году[99].
- Леди Гага — мультиплатиновая певица и ЛГБТ-активистка, сообщила о своей бисексуальности в 2009 году[100][101].
- Анджелина Джоли — актриса, удостоенная премии «Оскар», сообщила о своей бисексуальности в 2003 году. На вопрос, бисексуальна ли она, Джоли ответила: «Конечно. Если бы я влюбилась в женщину завтра, я бы почувствовала, что это нормально — поцеловаться и потрогать её? Если бы я влюбилась в неё? Абсолютно! Да!»[102]
- Орландо Джордан — открыто бисексуальный рестлер[103].
- Ромона Лофтон — более известная под своим псевдонимом Sapphire, является американским автором и поэтом-исполнителем. Она наиболее известна своим романом Push[104].
- Робин Очс — бисексуальный активист, она помогла основать Бостонскую бисексуальную сеть в 1983 году и Центр ресурсов бисексуалов в 1985 году. Она также является редактором «Bisexual Resource Guide» и кодитором антологии «Getting Bi: Voices of Bisexuals Around the World».

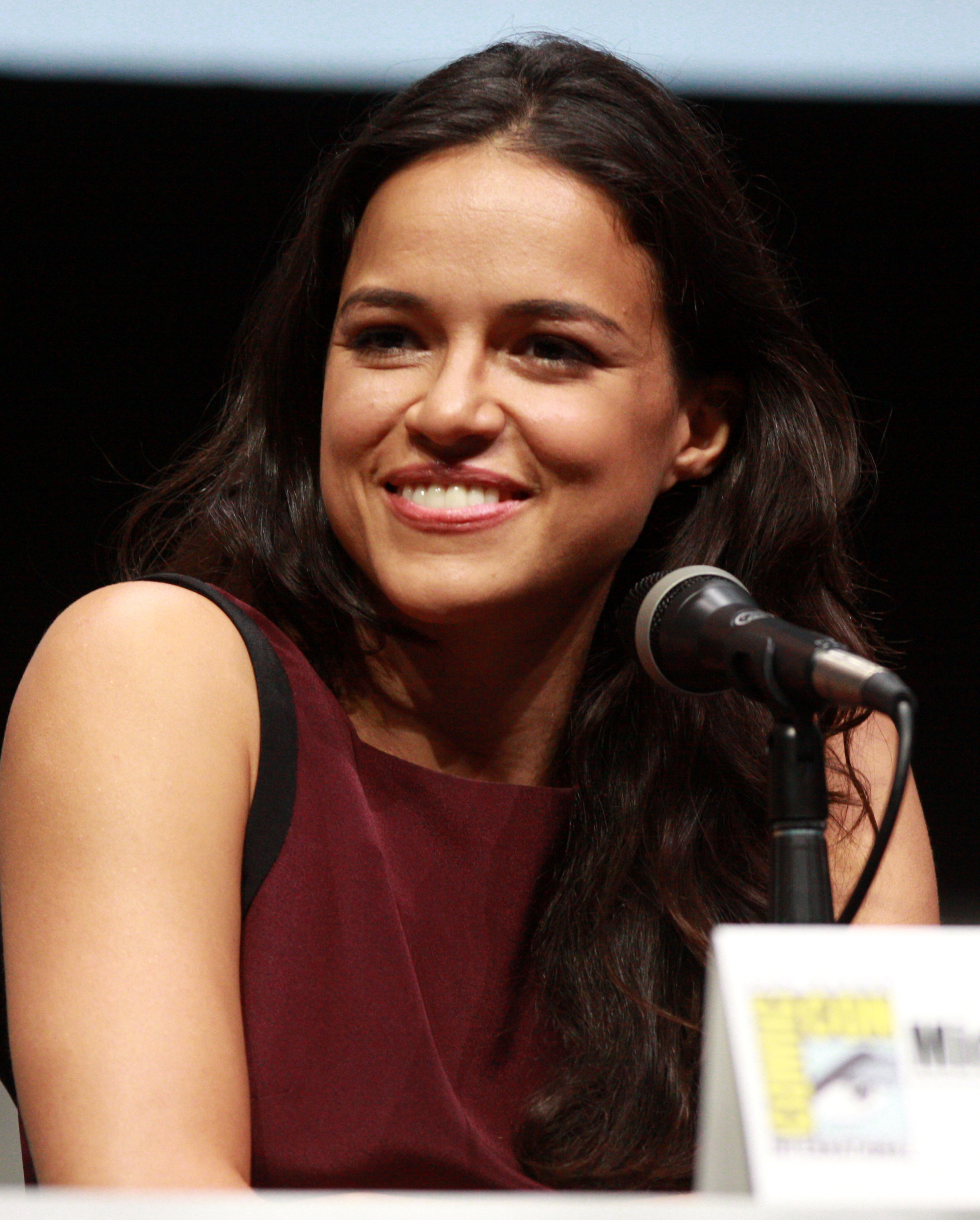
Мишель Родригес

- Мишель РодригесМишель Родригес — американская актриса, сценарист и диджей. Родригес получила свою роль в независимом фильме «Girlfight», который был встречен с одобрением критиков за её выступление в качестве проблемного боксёра, и принесла ей несколько наград, включая премию «Независимый дух» и премию «Готэм» за лучшее дебютное выступление. В следующем году она дебютировала в Голливуде, снявшись в роли Летти Ортис в фильме-блокбастере «Форсаж», и повторила свою роль в продолжении «Форсаж 2» и «Форсаж 6».
- Кайл Шикнер — кинопродюсер, писатель, режиссёр, актёр и борец за права бисексуалов. Он является основателем продюсерской компании FitySitter Films, занимающейся развлечениями для сексуальных меньшинств, женщин и этнических меньшинств. Будучи в колледже, вдохновлённый слушанием речи борца за права бисексуалов Лани Каахуману, он сформировал BIDE (Бисексуалы, добивающиеся солидарности), первую группу по правам бисексуалов в колледже в США.
- Кирстен Синема — политик, избранная в Палату представителей в 2012 году и Сенат в 2018 году, является первым открыто бисексуальным членом Конгресса и первым открыто бисексуальным сенатором в американской истории[72][80].
- Рон Джексон Суреша — автор и антолог книг, посвященных бисексуальным субкультурам и субкультурам геев, в частности сообщества Медведей.
- Майк Уайт — американский писатель, режиссёр, актёр и продюсер для телевидения и кино и лауреат премии Независимого духа Джона Кассаветиса за фильм Chuck & Buck[105]. Он был сосоздателем, соисполнительным продюсером, писателем и актёром для сериала HBO Просветлённая[106][107].

## Хронология бисексуальной американской истории
- 1892: Слово «бисексуал» впервые используется в английском языке в смысле сексуального влечения как к мужчинам, так и к женщинам в прямом переводе Чарльза Гилберта Чеддока «Психопатии сексуалиса» Крафта-Эбинга[108].
- 1914: Первое задокументированное появление бисексуальных персонажей (женского и мужского пола) в американском фильме произошло в Очаровании Флориды, режиссёра Сидни Дрю[4]
- 1966: Бисексуальный активист Роберт А. Мартин (он же Донни Панк) (урождённый Роберт Мартин, 1946—1996) основал Студенческую гомофильскую лигу в Колумбийском университете и Нью-Йоркском университете;
- 1967: Колумбийский университет стал первым университетом в США, который официально признал группу студентов-геев[24].
- 1969: Стоунволлское восстание, считающееся началом современного движения за права ЛГБТ, произошло в баре Стоунволл-инн в 1969 году. Покровители баров, в том числе бисексуалы, встали перед полицией во время облавы[11].
- 1970: В ознаменование Стоунволлского восстания состоялся первый марш ЛГБТ-прайда. Бисексуальная активистка Бренда Говард известна как «Мать гордости» за свою работу по координации этого марша[17][18][51].
- 1972: Билл Бизли, ветеран-бисексуал Движения за гражданские права, был основным организатором первого Лос-Анджелесского марша гей-прайда и активно сотрудничал с Фронтом освобождения геев[24].
- 1972: Квакерская группа, Комитет друзей по бисексуальности, опубликовала «Итакское заявление по бисексуальности» в поддержку бисексуалов[22][109]. В настоящее время квакеры придерживаются различных мнений о ЛГБТ-людях и правах, причем некоторые квакерские группы принимают больше, чем другие[109].
- 1974: В Нью-Йорке доктор Фриц Кляйн основал Бисексуальный форум, первую группу поддержки бисексуального сообщества[110][111].
- 1977: Алан Рокуэй стал соавтором первого успешного постановления о правах геев, вынесенного на общественное голосование в Америке, в округе Дейд, штат Флорида. Когда Анита Брайант инициировала антигейскую кампанию «Спаси наших детей» в ответ на указ, доктор Рокуэй задумала и инициировала национальный «гейкотт» флоридского апельсинового сока. Комиссия по цитрусовым делам Флориды аннулировала контракт г-жи Брайант на миллион долларов в результате «гейкотта»[11].
- 1978: Доктор Фриц Кляйн впервые описал Сетку сексуальной ориентации Кляйна (KSOG), которая пытается измерить сексуальную ориентацию, основываясь на более ранней шкале Кинси[112][113][114][115][116].
- 1979: А. Билли С. Джонс, член Национальной коалиции чернокожих лесбиянок и геев, помог организовать первую делегацию чернокожих геев, которая встретилась с сотрудниками Белого дома президента Картера. Джонс также был основным организатором Национального марша 1979 года по Вашингтону за права лесбиянок и геев и был ключевым организатором «Третьей всемирной конференции: когда закончится невежество?» первой национальной конференции геев и лесбиянок.
- 1979: Доктор Марвин Колтер и Джон Сорокзэк совместно основали Острый гребень горы, Бисексуальный Центр южной Калифорнии в Уиттиере, Калифорнии, группы поддержки и социальной группы для бисексуалов[20].
- 1983: Женская Сеть бостонских бисексуалов, старейшая существующая бисексуальная женская группа и начала издавать их выходящий раз в два месяца информационный бюллетень, Женщин ВИСМУТА. Это — самый старый существующий бисексуальный информационный бюллетень в США[11].
- 1983: BiPOL, первая и старейшая бисексуальная политическая организация, была основана в Сан-Франциско Отамн Кортни, Лани Кэ’эхумэну, Арлин Крэнц, Дэвидом Луреей, Биллом Мэком, Аланом Роквеем и Маджи Рубинштейн[11].
- 1984: BiPOL спонсировал первый бисексуальный митинг прав, который был проведен вне съезда Демократической партии в Сан-Франциско. На митинге выступили девять спикеров от групп гражданских прав, объединённых с бисексуальным движением[11]
- 1984: А. Билли С. Джонс помог организовать первый финансируемый государством национальный форум «СПИД на Конференции Афроамериканского сообщества» в Вашингтоне, округ Колумбия[11].
- 1984: Первая Конференция по Восточному побережью по Бисексуальности (который был также первой региональной бисексуальной конференцией в США) была проведена в Школе Сторрза Социальной работы в Университете Коннектикута. Участниковало около 150 человек[11].
- 1985: Был основан Bisexual Resource Center[117].
- 1985: Синтия Слейтер, известная активистка и открыто бисексуальная и ВИЧ-положительная женщина, организовала первый женский информационный коммутатор о ВИЧ/СПИДЕ[11].
- 1986: Отамн Кортни из BiPOL была избрана сопредседателем Дневного Комитета по прайд-параду Свободные Лесбиянки и Геи Сан-Франциско; она была первым открыто бисексуальным человеком, который будет занимать такую должность в США[11].
- 1987: Венейта Портер, директор Офиса штата Нью-Йорк по Дискриминации СПИДа, помогла проектировать первые образовательные проекты и обучение государственным рабочим, включая судей и юридический штат[11].
- 1987: Была основана New York Area Bisexual Network (NYABN)[118].
- 1987: Бисексуальная сеть Восточного побережья основала первые Бисексуальные Архивы Истории с начальной коллекцией Робина Оукса; архивариус Клэр Мортон приняла исследователей[11].
- 1987: Бисексуальная сеть Бэй-Ареа, старейшая и крупнейшая бисексуальная группа в области залива Сан-Франциско, была основана Лани Кэ’эхумэну, Энн Джасти и Маджи Рубинштейн[11].
- 1987: Группа из 75 бисексуалов прошла во Втором Национальном марте на Вашингтоне для Прав геев и лесбиянок, который был первым общенациональным бисексуальным сбором. Статья «The Bisexual Movement: Are We Visible Yet?», Лани Кэ’эхумэну, появилась в официальном Руководстве Гражданского неповиновения в течение марта[11]. Это была первая статья о бисексуалах и появляющемся бисексуальном движении, которое будет издано в национальной лесбийской или гейской публикации[11].
- 1988: Гэри Норт издал первый национальный бисексуальный информационный бюллетень, названный Бисексуальность: Новости, Взгляды и Организация сети[11].
- 1989: Клифф Арнесен дал показания перед Конгрессом США от имени ветеранов бисексуалов, лесбиянок и геев[11]. Он был первым ветераном, давшим показания о проблемах бисексуалов, лесбиянок и геев, и первым открыто негетеросексуальным ветераном, давшим показания на Капитолийском холме о проблемах ветеранов в целом[11]. Он дал показания 3 мая 1989 года во время официальных слушаний, проведенных в Комитете Палаты представителей США по делам ветеранов: Подкомитете по надзору и расследованиям[25].
- 1990: Старейшая национальная организация бисексуальности в США BiNet USA была основана в 1990 году. Первоначально она называлась Североамериканская мультикультурная бисексуальная сеть (NAMBN) и провела свою первую встречу на первой Национальной бисексуальной конференции в Америке[29][30]. Эта первая конференция была проведена в Сан-Франциско, и спонсировалась BiPOL. Бисексуальное здоровье было одним из восьми семинаров на конференции, и лоскутное одеяло «NAMES Project» было продемонстрировано с кусочками бисексуального лоскутного одеяла. Присутствовало более 450 человек из 20 штатов и 5 стран. Конференция также вдохновила участников из Далласа на создание первой бисексуальной группы в Техасе под названием BiNet Dallas[11].
- 1990: Мэр Сан-Франциско направил прокламацию, «воздавшую должное сообществу за права бисексуалов за его лидерство в деле социальной справедливости» и объявил 23 июня 1990 года Днем гордости бисексуалов[11]
- 1990: Сьюзан Карлтон провела первый академический курс по бисексуальности в Америке в Калифорнийском университете в Беркли[11].
- 1990: Фильм об отношениях двух бисексуальных женщин, названных Генри и Джун, стал первым фильмом, получившим рейтинг NC-17 от Американской ассоциации киноискусства (MPAA)[4].
- 1991: Психологи Сари Дворкин и Рон Фокс стали сопредседателями основания Рабочей группы по Бисексуальным Проблемам Подразделения 44, гомосексуальной и лесбийской группы в американской Психологической Ассоциации[11].
- 1991: Лиз Хайлиман стала соучредителем Бостонской биржи игл ACT UP IV League, одной из первых в США[11].
- 1991: Bay Area Bisexual Network начала публиковать первый национальный бисексуальный ежеквартальный журнал «Anything That Moves: Beyond The Myths Of Bisexual», основанный Карлой Росси, которая была главным редактором редакционного коллектива до 1993 года[11].
- 1991: Была опубликована одна из основополагающих книг в истории современного движения за права бисексуалов, «Би, любое другое имя: говорят бисексуалы», антология под редакцией Лорейн Хатчинс и Лани Каахуману[11].
- 1992: The Bisexual Connection (Миннесота) спонсировала первую ежегодную региональную бисексуальную конференцию Среднего Запада, ПОТОМУ ЧТО (Конференция по расширению прав и возможностей бисексуалов: объединяющий, поддерживающий опыт)[11][15].
- 1992: Сеть бисексуалов Южной Флориды и Союз студентов Стоунволл Международного университета Флориды выступили спонсорами Первой Ежегодной региональной конференции бисексуалов Юго-Востока. Присутствовали тридцать пять человек как минимум из четырёх юго-восточных штатов[108].
- 1992: Избиратели Колорадо одобрили по инициативе поправку к конституции штата Колорадо (поправка 2), которая помешала бы любому городу, городу или округу штата принять какие-либо законодательные, исполнительные или судебные меры для признания бисексуалов или геев защищенным классом[40][41].
- 1992—1994: Лани Каахуману была координатором проекта гранта Американского фонда исследований СПИДа, предоставленного Lyon-Martin Women’s Health Services. Это был первый грант в США, предназначенный для молодых бисексуальных и лесбийских женщин высокого риска для проведения исследований по профилактике ВИЧ/СПИДа и сексуальному образованию. Она создала команду «Peer Safer Sex Slut Team» с Сианной Стюарт[11].
- 1993: Шила Ламберт написала, спродюсировала и режиссировала первый телесериал для бисексуалов под названием «Бисексуальная сеть». Он транслировался в течение 13 недель по NYC Public Access Cable[11].
- 1993 год: Рон Фокс написал первое крупномасштабное исследование бисексуальной идентичности, а также создает и поддерживает исчерпывающую библиографию биологических исследований[11].
- 1993: Первая ежегодная Северо-Западная региональная конференция была спонсирована BiNet USA, Сетью бисексуальных женщин Сиэтла и Союзом бисексуальных мужчин Сиэтла. Он проходил в Сиэтле, на нем присутствовали 55 человек, представлявших Вашингтон, Орегон, Аляску, Монтану и Британскую Колумбию[11].
- 1993: Марш 1993 года в Вашингтоне за равные права и освобождение лесбиянок, геев и бисексуалов. В результате лоббирования со стороны BiPOL (Сан-Франциско) открытые бисексуалы заняли ключевые руководящие роли в местной и региональной организации марша, и впервые бисексуалы были включены в название марша. Кроме того, на митинге выступила открыто бисексуальная активистка и писатель Лани Каахуману, и более 1000 человек вышли на марш с бисексуальной группой[11].
- 1996: В деле «Ромер против Эванса» в Верховном суде суд постановил 6-3 решением, что поправка к конституции штата Колорадо, запрещающая защищенный статус на основании бисексуальности или гомосексуализма, не удовлетворяет Положению о равной защите[41].
- 1997: Доктор Фриц Кляйн основал «Журнал бисексуальности», первый академический, ежеквартальный журнал о бисексуальности[11].
- 1996 год: Анхель Фабиан выступил одним из организаторов первого Саммита гомосексуальных/бисексуальных юношей по вопросам цветности Национальной целевой группы по профилактике СПИДа на Конференции гомосексуалистов по вопросам цветности в Майами, Флорида[11].
- 1997: На Прайд-фестивале ЛГБТ в Коннектикуте Эвелин Мантилла выступила первым в Америке открыто бисексуальным государственным чиновником[47][48].
- 1998: Первый флаг бисексуальной гордости, разработанный Майклом Пейджем, был поднят 5 декабря 1998 года[119].
- 1998: Американский институт бисексуальности, благотворительная организация, была основана 23 июля 1998 года Фрицем Кляйном[120] для содействия исследованиям и просвещению о бисексуальности[121][122].
- 1998: BiNet USA принимала у себя Первый национальный институт бисексуальности и ВИЧ/СПИДа[123].
- 1999: Первый День празднования бисексуальности, также известный как День бисексуальной гордости и видимости бисексуалов, был организован Майклом Пейджем, Джиджи Рэйвен Уилбур и Венди Карри. Сейчас он проводится ежегодно 23 сентября[11].
- 1999: Доктор Фриц Кляйн основал «Журнал бисексуальности» — первый академический ежеквартальный журнал о бисексуальности[11].
- 1999: Маршалл Миллер основал программу BiHealth в Fenway Community Health, первую финансируемую программу, ориентированную на бисексуалов, и MSMW (мужчин, имеющих половые контакты с мужчинами и женщинами) и WSWM (женщин, имеющих половые контакты с мужчинами и женщинами), которые не идентифицируют себя как бисексуалов. В рамках программы были опубликованы брошюры «Более безопасный секс для бисексуалов и их партнеров»[11].
- 2000: Вышла первая антология верующих бисексуалов Blessed Bi Spirit (Continuum International 2000) под редакцией Дебра Колодны[124][125].
- 2002: Пит Чвани, Луиджи Феррер, Джеймс Грин, Лорейн Хатчинс и Моника МакЛемор выступили на Саммите по здоровью геев, лесбиянок, бисексуалов, трансгендеров, квир и интерсексуалов, который состоялся в Боулдере, штат Колорадо, впервые отмечая бисексуалов, трансгендеров и интерсексуалов. Все были признаны равноправными партнерами на национальном уровне, а не «союзниками» или символами геев и лесбиянок[11].
- 2003: Союз реформистского иудаизма задним числом применил свою правозащитную политику в отношении геев и лесбиянок как к бисексуальным, так и к трансгендерным сообществам[49]
- 2003: Женщины реформаторского иудаизма выступили с заявлением, в котором они заявили о своей поддержке прав человека и гражданских прав и борьбы общин бисексуалов и транссексуалов и сообщили, что женщины реформаторского иудаизма соответственно: призывают к защите гражданских прав от всех форм дискриминации в отношении бисексуалов и транссексуалов; настоятельно призывают к тому, чтобы такое законодательство позволяло рассматривать трансгендерных лиц в соответствии с законом как пол, по которому они идентифицируют; и призывает сестричества проводить информационные программы о трансгендерных и бисексуальных общинах"[126].
- 2003: Североамериканская конференция по бисексуальности провела саммит Bi Health Summit, организованный Шерил Добинсон, Луиджи Феррер и Рон Фокс, а первый саммит Bi People of Color координировали Ангел Фабиан и Пенелопа Уильямс[11].
- 2003: Центр секса и культуры, основанный Гимном Куин и Робертом Лоуренсом в 1994 году, открыл свою библиотеку архивов и исследований сексуальности, став первым общественным некоммерческим общественным пространством, предназначенным для полового воспитания взрослых, включая непрерывное профессиональное образование[11].
- 2003: Лорене Хатчинс и Линда Поельцль окончили первое в Калифорнии обучение по сертификации сексологических работников Института перспективных исследований человеческой сексуальности в рамках нового движения соматических эротических педагогов[11].
- 2004: Лани Каахуману, Бобби Кеппел и секс-работницы за безопасный секс представили первый семинар по безопасному сексу, проведенный на совместной национальной конференции с Американским обществом по проблемам старения и Национальной ассоциацией по проблемам старения[11].
- 2005: The Queens Chapter of PFLAG объявила о создании «Мемориальной премии Бренды Говард»[51]. Это был первый раз, когда крупная американская ЛГБТ-организация назвала награду в честь открыто бисексуального человека.
- 2006: После многолетней кампании к Lambda Literary Awards была добавлена категория бисексуалов, начиная с 2006 года[127].
- 2008: Кейт Браун была избрана госсекретарем штата Орегон на выборах 2008 года, став первым в Америке открыто бисексуальным государственным чиновником[59][60].
- 2009: В октябре 2009 года ЛГБТ-активистка Эми Андре[54] была назначена исполнительным директором Комитета по празднованию прайда в Сан-Франциско, что сделало её первой в организации открыто бисексуальной цветной женщиной-исполнительным директором[55][56].
- 2011: Комиссия по правам человека Сан-Франциско опубликовала отчет о явлении бисексуальности в 2011 году[65], что стало первым случаем, когда какой-либо правительственный орган опубликовал такой отчет.
- 2012: Член городского совета Марлен Моле вошла в совет Дойлстауна, штат Пенсильвания, в 2012 году, хотя и ушла в отставку в 2013 году; она была первым открыто бисексуальным членом городского совета в Пенсильвании[128][129].
- 2012: Кирстен Синема была избрана в Палату представителей, став первым в американской истории открыто бисексуальным членом Конгресса[72].
- 2012: Беркли, штат Калифорния, стал первым городом в Америке, официально провозгласившим день признания бисексуалов[67]. Городской совет Беркли единогласно и без обсуждения объявил 23 сентября Днем гордости и публичности бисексуалов[67].
- 2013: В День гордости бисексуалов и биоразнообразия, Белый дом провел за закрытыми дверями встречу с примерно 30 защитниками бисексуалов, чтобы они могли встретиться с правительственными чиновниками и обсудить вопросы, имеющие особую важность для бисексуального сообщества; это было первое двустороннее мероприятие, которое когда-либо проводилось в Белом доме[68][69].
- 2013: Ассоциация писателей-бисексуалов, которая занимается продвижением бисексуальных писателей, книг и писательской деятельности, объявила лауреатов своей первой премии «Бисексуальная книга»[130]. Церемония награждения состоялась в кафе «Нуориканские поэты» в Нью-Йорке[130].
- 2013: Была основана BiLaw, первая американская национальная организация бисексуальных юристов, профессоров права, студентов юридических факультетов и их союзников[73][74].
- 2014: Коннер Мертенс из команды III Дивизиона NCAA Уилламетт Беаркэтсиз сообщил о своей бисексуальности, став первым подобным действующим футболистом колледжа любого уровня[131][132].
- 2014: Центр ресурсов бисексуалов, базирующийся в Бостоне, штат Массачусетс, объявил март 2014 года первым Месяцем осведомленности о бисексуальном здоровье, с темой «Би Пути, наше здоровье тоже имеет значение!»; он включал в себя первую кампанию в социальных сетях по устранению различий в физическом и психическом здоровье, с которыми сталкивается бисексуальное сообщество[131].
- 2014: Организация Bisexual Research Collaborative on Health (BiRCH) была основана для поиска путей повышения осведомленности общественности о проблемах бисексуального здоровья, а также для продолжения обсуждений на высоком уровне исследований в области бисексуального здоровья и планирования национальной (американской) конференции[70][71].
- 2014: Вышла книга «Бисексуальность: Сделать невидимое видимым в конфессиональных сообществах», первая книга такого рода[133]. Она издана американскими авторами Мари Алфорд-Харки и Деброй У. Хаффнер[133].
- 2014: BiNet USA объявила семь дней, посвященных Дню празднования бисексуальности, Неделей осведомленности о бисексуальности[134]. Неделя начинается в воскресенье перед празднованием Дня бисексуальности[135].
- 2015: Кейт Браун стала первым открыто бисексуальным губернатором в Соединённых Штатах, будучи губернатором штата Орегон, когда старый губернатор ушел в отставку[59][76].
- 2015: Дж. Кристофер Нил стал первым Гранд-маршалом ЛГБТ-прайда в Нью-Йорке, будучи бисексуалом[136].
- 2016: Кейт Браун была избрана губернатором штата Орегон и, таким образом, стала первым открыто бисексуальным человеком, избранным губернатором Соединённых Штатов (и действительно первым открыто ЛГБТ-человеком, избранным в качестве такового)[78].
- 2017: Министерство юстиции представило во 2-й Окружной апелляционный суд США записку amicus, в которой утверждалось, что раздел VII Закона о гражданских правах 1964 года не запрещает дискриминацию в отношении работников, являющихся бисексуалами или гомосексуалистами[86].
- 2017: Американский институт бисексуальности профинансировал публикацию Центром сексуального образования «25 замечательных планов уроков о сексуальной ориентации», которые включают ряд ресурсов и планы уроков о том, как преподавать бисексуальность. Под редакцией Т. Кларка, Т. Гилберта, К. Рейна.
- 2018: Меган Хант, которая была открыто бисексуальна[137], стала первой открыто ЛГБТК-персоной, избранной в законодательный орган штата Небраска[138].
- 2018: Кэти Хилл стала первой в Калифорнии открытой бисексуалкой и квир-персоной, которая стала членом Конгресса[139][140].
- 2018: Майк Джейкобс стал первым действующим судьей в Соединённых Штатах, сообщившим о своей бисексуальности[141].
- 2018: Кирстен Синема стала первым открыто бисексуальным человеком, который выиграл номинацию от крупной партии и баллотировался на место в Сенате США[81].
- 2018: Первое общегородское мероприятие Bi Pride в США прошло в Западном Голливуде[87].
- 2018: Кирстен Синема стала первой открыто бисексуальной персоной, избранной в Сенат США[80].
- 2019: Антонио Браун был избран первым открыто бисексуальным членом совета Атланты[142].
- 2019:В Сан-Франциско состоялась однодневная конференция для людей с ограниченными возможностями Unico [r] n.
- 2020: Первый BiCon в Сан-Франциско и Восточном побережье прошел 1 и 2 февраля 2020 года в Сан-Франциско и Окленде[143].
- 2020: Кристи Холстеж стала первым открыто бисексуальным мэром в США, став мэром Палм-Спрингс, Калифорния[82][83].
- 2020: Алекс Ли стал первым открыто бисексуальным членом Ассамблеи штата Калифорния[144].

## Примечание
1. 1 2  Counseling and Wellness Services - Safezone Symbols. web.archive.org (20 февраля 2014). Дата обращения: 30 мая 2021. Архивировано 20 февраля 2014 года.
2. ↑  Pulitzer site (англ.). www.pulitzer.org. Дата обращения: 27 мая 2021. Архивировано 24 сентября 2015 года.
3. ↑  Bessie Smith - Lesbian, Gay, Bisexual, Transgender, Queer, Questioning, and Allied Resource Office - UIS. Дата обращения: 27 мая 2021. Архивировано 25 февраля 2021 года.
4. 1 2 3 4  glbtq >> arts >> Bisexuality in Film. web.archive.org (15 октября 2012). Дата обращения: 27 мая 2021. Архивировано из оригинала 15 октября 2012 года.
5. ↑  Jennifer Baumgardner. Look both ways : bisexual politics. — First edition. — New York, 2007. — 244 pages с. — ISBN 0-374-19004-6, 978-0-374-19004-0, 978-0-374-53108-9, 0-374-53108-0.
6. ↑  ALFRED C. KINSEY, WARDELL B. POMEROY, CLYDE E. MARTIN, PAUL H. GEBHARD, JEAN M. BROWN. Sexual Behavior in the Human Female. — Indiana University Press, 1981. — ISBN 978-0-253-33411-4. Архивировано 31 мая 2021 года.
7. ↑  glbtq >> social sciences >> Bisexuality. web.archive.org (3 ноября 2012). Дата обращения: 27 мая 2021. Архивировано из оригинала 3 ноября 2012 года.
8. ↑  Alfred C Kinsey. Sexual Behavior In The Human Male. — 1949.
9. 1 2  LGBT Civil Rights, UW Madison. web.archive.org (21 июня 2010). Дата обращения: 27 мая 2021. Архивировано из оригинала 21 июня 2010 года.
10. ↑  Interview. www.gaytoday.com. Дата обращения: 27 мая 2021. Архивировано 13 июня 2021 года.
11. 1 2 3 4 5 6 7 8 9 10 11 12 13 14 15 16 17 18 19 20 21 22 23 24 25 26 27 28 29 30 31 32 33 34 35 36 37 38 39 40 41 42 43 44 45 46 47 48 49 50 51 52 53 54 55 56 57 58 59 60 61 62 63 64 65 66 67 68 69 70 71 72 73 74 75 76 77 78 79 80 81 82 83 84 85 86 87  BiNet USA. web.archive.org (22 октября 2019). Дата обращения: 27 мая 2021. Архивировано 22 октября 2019 года.
12. ↑  The Gay Pride Issue / Queerty. web.archive.org (12 июля 2015). Дата обращения: 27 мая 2021. Архивировано 12 июля 2015 года.
13. ↑  Thirteen/WNET - Online Pressroom - Press Release. web.archive.org (18 января 2008). Дата обращения: 27 мая 2021. Архивировано 18 января 2008 года.
14. ↑  Why Is It Called "Pride"? Here's Why The Name Of June's LGBTQ Festivities Is Significant (англ.). Bustle. Дата обращения: 27 мая 2021. Архивировано 2 июня 2021 года.
15. 1 2 3 4  Bisexual politics : theories, queries, and visions. — New York: Haworth Press, 1995. — xxviii, 358 pages с. — ISBN 1-56024-950-1, 978-1-56024-950-4, 1-56023-869-0, 978-1-56023-869-0.
16. ↑  Gay Men | Muscle Personals | Lexis | Lexus | Lexus.Com at Homolexis.com. web.archive.org (12 июля 2011). Дата обращения: 27 мая 2021. Архивировано из оригинала 12 июля 2011 года.
17. 1 2  Elyssa Goodman. Meet Brenda Howard, "The Mother of Pride" and a Pioneering Bisexual Activist | them. (амер. англ.). www.them.us. Дата обращения: 27 мая 2021. Архивировано 7 июня 2021 года.
18. 1 2  » Blog Archive » In Memoriam, Brenda Howard. web.archive.org (14 февраля 2006). Дата обращения: 27 мая 2021. Архивировано из оригинала 14 февраля 2006 года.
19. ↑  glbtq >> literature >> Bisexual Literature. web.archive.org (6 ноября 2012). Дата обращения: 27 мая 2021. Архивировано из оригинала 6 ноября 2012 года.
20. 1 2  Finding Aid to the John Soroczak Papers, 1979-1994 Coll2014.058. www.oac.cdlib.org. Дата обращения: 27 мая 2021. Архивировано 19 апреля 2022 года.
21. ↑  June 1972: The Ithaca Statement - BiMedia. web.archive.org (15 октября 2015). Дата обращения: 27 мая 2021. Архивировано 15 октября 2015 года.
22. 1 2  LETTERS From CAMP Rehoboth - July 11, 2003 - Past Out. web.archive.org (31 мая 2008). Дата обращения: 27 мая 2021. Архивировано из оригинала 31 мая 2008 года.
23. 1 2  Bay Area Reporter :: Article.php (англ.). The Bay Area Reporter / B.A.R. Inc.. Дата обращения: 30 мая 2021. Архивировано 26 мая 2021 года.
24. 1 2 3 4 5  A Brief History of the Bisexual Movement. web.archive.org (23 сентября 2017). Дата обращения: 30 мая 2021. Архивировано 23 сентября 2017 года.
25. 1 2 3  First Person Biography of a Bisexual US Army Veteran (англ.). GLAAD (14 сентября 2011). Дата обращения: 30 мая 2021. Архивировано 2 июня 2021 года.
26. ↑  Архивированная копия. Дата обращения: 25 января 2022. Архивировано 20 января 2022 года.
27. 1 2  Barney Frank's 'Left-Handed Gay Jew' No Tell-All | On Top Magazine :: Gay & Lesbian News, Entertainment, Commentary & Travel. web.archive.org (2 января 2010). Дата обращения: 30 мая 2021. Архивировано 2 января 2010 года.
28. 1 2  EDGE Boston, MA :: Glbt (амер. англ.). EDGE Media Network. Дата обращения: 30 мая 2021. Архивировано 13 мая 2020 года.
29. 1 2  glbtq >> social sciences >> BiNet USA. web.archive.org (20 февраля 2014). Дата обращения: 30 мая 2021. Архивировано 20 февраля 2014 года.
30. 1 2  BiNet USA: All About BiNet USA including the Fine Print. web.archive.org (20 января 2019). Дата обращения: 30 мая 2021. Архивировано 20 января 2019 года.
31. ↑  Poetry Foundation. Directed by Desire by Adrienne Rich (англ.). Poetry Foundation (30 мая 2021). Дата обращения: 30 мая 2021. Архивировано 2 июня 2021 года.
32. ↑  18th Annual Lambda Literary Awards | Lambda Literary. web.archive.org (11 декабря 2013). Дата обращения: 30 мая 2021. Архивировано 11 декабря 2013 года.
33. ↑  Marjorie B. Garber. Bisexuality and the eroticism of everyday life. — 1st Routledge pbk. ed. — New York: Routledge, 2000. — 606 pages с. — ISBN 0-415-92661-0, 978-0-415-92661-4.
34. ↑  glbtq >> arts >> Bisexuality in Film. web.archive.org (22 сентября 2012). Дата обращения: 30 мая 2021. Архивировано из оригинала 22 сентября 2012 года.
35. ↑  Amy, re, ContributorCo-author, 'Bisexual Health: An Introduction'; speaker on bisexual health, LGBT issues. 20 Years Of Bisexual Conferencing With BECAUSE (англ.). HuffPost (11 апреля 2012). Дата обращения: 30 мая 2021. Архивировано 2 июня 2021 года.
36. ↑  Military Service Should Be Based On Conduct, Not Sexual Orie (англ.). prezi.com. Дата обращения: 30 мая 2021. Архивировано 5 августа 2018 года.
37. ↑  Craig A. Rimmerman. Gay Rights, Military Wrongs: Political Perspectives on Lesbians and Gays in the Military. — Taylor & Francis, 1996. — 376 с. — ISBN 978-0-8153-2580-2. Архивировано 2 июня 2021 года.
38. ↑  John A. R. Miles. Military commander & the law.. — [Place of publication not identified]: Diane Pub Co, 1996. — ISBN 0-7881-7260-3, 978-0-7881-7260-1.
39. 1 2  Research. kinseyinstitute.org. Дата обращения: 30 мая 2021. Архивировано 5 мая 2016 года.
40. 1 2  "Colorado's Amendment 2 and Homosexuals' Right to Equal Protection of the Law". Дата обращения: 30 мая 2021. Архивировано 4 апреля 2018 года.
41. 1 2 3 4 5  Romer v. Evans, 517 U.S. 620 (1996) (англ.). Justia Law. Дата обращения: 30 мая 2021. Архивировано 20 мая 2021 года.
42. ↑  Kenneth D. Wald. Religion and politics in the United States. — Seventh edition. — Lanham, 2014. — xiii, 481 pages с. — ISBN 978-1-4422-2553-4, 1-4422-2553-X, 978-1-4422-2554-1, 1-4422-2554-8.
43. ↑  Clint Bolick. David's hammer : the case for an activist judiciary. — Washington, D.C.: Cato Institute, 2007. — 1 online resource (206 pages) с. — ISBN 978-1-933995-30-4, 1-933995-30-0, 1-281-90527-5, 978-1-281-90527-7.
44. ↑  Miriam Smith. Political Institutions and Lesbian and Gay Rights in the United States and Canada. — Routledge, 2008-08-18. — 245 с. — ISBN 978-1-135-85920-6. Архивировано 2 июня 2021 года.
45. ↑  David A. Schultz. Encyclopedia of the United States Constitution. — New York: Facts On File, 2009. — 1 online resource (2 volumes (xvii, 904 pages)) с. — ISBN 978-1-4381-2677-7, 1-4381-2677-8, 978-0-8160-6763-3, 0-8160-6763-5.
46. ↑  Joanne Banker Hames. Constitutional law : principles and practice. — 2nd ed. — Clifton Park, NY: Delmar Cengage Learning, 2013. — xxxiii, 571 pages с. — ISBN 978-1-111-64854-1, 1-111-64854-9.
47. 1 2  Matt & Andrej Koymasky - Famous GLTB - Evelyn C. Mantilla. andrejkoymasky.com. Дата обращения: 30 мая 2021. Архивировано 2 ноября 2013 года.
48. 1 2  Americas Six Out Bisexual Elected State Officials (англ.). www.advocate.com (23 августа 2012). Дата обращения: 30 мая 2021. Архивировано 26 августа 2012 года.
49. 1 2  Inclusion and Acceptance of the Transgender and Bisexual Communities … archive.md (20 июля 2012). Дата обращения: 30 мая 2021. Архивировано 20 июля 2012 года.
50. ↑  New York Times Suggests Bisexuals Are "Lying". web.archive.org (19 апреля 2006). Дата обращения: 30 мая 2021. Архивировано 19 апреля 2006 года.
51. 1 2 3  "The PFLAG Queens Chapter Names New Award for Bisexual Activist Brenda Howard". Дата обращения: 30 мая 2021. Архивировано 4 июля 2007 года.
52. ↑  National Equality March (Bisexual, Pansexual Community Contingent) at… archive.md (11 января 2013). Дата обращения: 30 мая 2021. Архивировано 11 января 2013 года.
53. ↑  Bi Social Network. archive.md (7 июля 2012). Дата обращения: 30 мая 2021. Архивировано из оригинала 7 июля 2012 года.
54. 1 2  Bisexual Activist Amy Andre Named to Lead San Francisco Pride (англ.). GLAAD (14 сентября 2011). Дата обращения: 30 мая 2021. Архивировано 12 апреля 2021 года.
55. 1 2  Bi Social Network. archive.md (11 июля 2012). Дата обращения: 30 мая 2021. Архивировано из оригинала 11 июля 2012 года.
56. 1 2  SF Pride at 40 | Oakland Local. archive.md (6 июля 2013). Дата обращения: 30 мая 2021. Архивировано из оригинала 6 июля 2013 года.
57. ↑  Why Are So Many Girls Lesbian or Bisexual? | Psychology Today (англ.). www.psychologytoday.com. Дата обращения: 30 мая 2021.
58. ↑  Carey, Benedict (5 июля 2005). Straight, Gay or Lying? Bisexuality Revisited. The New York Times. Архивировано 26 мая 2021. Дата обращения: 30 мая 2021.
59. 1 2 3 4  Kate Brown - OutHistory. web.archive.org (19 октября 2011). Дата обращения: 30 мая 2021. Архивировано из оригинала 19 октября 2011 года.
60. 1 2  Patrick Alan Coleman. Walking Bi (англ.). Portland Mercury. Дата обращения: 30 мая 2021. Архивировано 12 августа 2017 года.
61. ↑  Official Repeal of Gay Ban Causing Few Waves in Military (амер. англ.). Associated Press (25 марта 2015). Дата обращения: 30 мая 2021. Архивировано 2 июня 2021 года.
62. ↑  Bumiller, Elisabeth (22 июля 2011). Obama Ends 'Don't Ask, Don't Tell' Policy. The New York Times. Архивировано 4 ноября 2012. Дата обращения: 30 мая 2021.
63. ↑  President Obama signs repeal of 'don't ask, don't tell' policy - Tampa Bay Times. web.archive.org (15 октября 2012). Дата обращения: 30 мая 2021. Архивировано из оригинала 15 октября 2012 года.
64. ↑  "Don't Ask, Don't Tell" | National Black Justice Coalition. web.archive.org (4 ноября 2012). Дата обращения: 30 мая 2021. Архивировано 4 ноября 2012 года.
65. 1 2  Bisexual Invisibility: Impacts and Regulations. web.archive.org (10 октября 2014). Дата обращения: 30 мая 2021. Архивировано из оригинала 10 октября 2014 года.
66. 1 2  The Biggest Bisexual News Stories of 2011 (англ.). www.advocate.com (23 сентября 2011). Дата обращения: 30 мая 2021. Архивировано 3 июня 2021 года.
67. 1 2 3 4  Berkeley lawmakers recognize Bisexual Pride Day - San Jose Mercury News. web.archive.org (18 мая 2013). Дата обращения: 30 мая 2021. Архивировано 18 мая 2013 года.
68. 1 2  White House to hold closed-door session on bisexual issues next month. Washington Post. Архивировано 13 мая 2015. Дата обращения: 30 мая 2021.
69. 1 2  In Historic First, Bi Activists Gather at White House. Bilerico Report / LGBTQ Nation. Дата обращения: 30 мая 2021. Архивировано 16 октября 2013 года.
70. 1 2  Bisexual Research Collaborative On Health formed - Windy City Times News. Windy City Times (2 июля 2014). Дата обращения: 30 мая 2021. Архивировано 2 июня 2021 года.
71. 1 2  Groundbreaking bisexual research collaborative formed (англ.). GLAAD (3 июля 2014). Дата обращения: 30 мая 2021. Архивировано 2 июня 2021 года.
72. 1 2 3  Democrat Kyrsten Sinema beats GOP's Vernon Parker in Arizona's 9th Congressional District | StarTribune.com. web.archive.org (16 ноября 2012). Дата обращения: 30 мая 2021. Архивировано из оригинала 16 ноября 2012 года.
73. 1 2  Op-ed: How We're Asking the Supreme Court to End Bi Erasure (англ.). www.advocate.com (4 марта 2015). Дата обращения: 30 мая 2021. Архивировано 20 февраля 2019 года.
74. 1 2  Professor Marcus Speaks at Harvard Law School - Indiana Tech Law School : Indiana Tech Law School. web.archive.org (16 июля 2015). Дата обращения: 30 мая 2021. Архивировано 16 июля 2015 года.
75. ↑  About NIGEL JAQUISS. Gov. John Kitzhaber Announces His Resignation (амер. англ.). Willamette Week. Дата обращения: 30 мая 2021. Архивировано 14 мая 2016 года.
76. 1 2 3 4  The Oregonian/OregonLive. Kate Brown becomes Oregon governor: coverage roundup (англ.). oregonlive (19 февраля 2015). Дата обращения: 30 мая 2021. Архивировано 7 ноября 2018 года.
77. ↑  Liptak, Adam (26 июня 2015). Supreme Court Ruling Makes Same-Sex Marriage a Right Nationwide. The New York Times. Архивировано 16 мая 2019. Дата обращения: 30 мая 2021.
78. 1 2 3  Horton, Helena (9 ноября 2016). People are celebrating women who made history on US Election night in response to Donald Trump win. The Telegraph. Архивировано 17 ноября 2018. Дата обращения: 30 мая 2021.
79. ↑  Chris Johnson. Kyrsten Sinema wins Arizona primary, major first as bisexual candidate (амер. англ.). Washington Blade: LGBTQ News, Politics, LGBTQ Rights, Gay News (28 августа 2018). Дата обращения: 30 мая 2021. Архивировано 1 января 2020 года.
80. 1 2 3  Phillip Zonkel. Kyrsten Sinema first openly bisexual person elected to the U.S. Senate (амер. англ.). Q Voice News (13 ноября 2018). Дата обращения: 30 мая 2021. Архивировано 1 января 2020 года.
81. 1 2  Allen, Samantha (13 ноября 2018). Kyrsten Sinema's Election Win in Arizona Is a Big, Bisexual Leap Forward. The Daily Beast. Архивировано 13 апреля 2021. Дата обращения: 30 мая 2021.
82. 1 2  Jesus Reyes. Christy Holstege sworn-in as Palm Springs' first-ever female mayor (амер. англ.). KESQ (11 декабря 2020). Дата обращения: 30 мая 2021. Архивировано 2 июня 2021 года.
83. 1 2  Christy Holstege Is the First Bisexual Mayor Elected in Nation (англ.). www.out.com (5 ноября 2020). Дата обращения: 30 мая 2021. Архивировано 26 ноября 2020 года.
84. ↑  Somashekhar, Sandhya (15 июля 2014). Health survey gives government its first large-scale data on gay, bisexual population. Washington Post. Архивировано 14 октября 2017. Дата обращения: 30 мая 2021.
85. ↑  Carina Storrs, Special to CNN. Bisexuality on the rise, says new U.S. survey. CNN. Дата обращения: 30 мая 2021. Архивировано 2 июня 2021 года.
86. 1 2  Mark Joseph Stern. Trump Administration Argues Federal Civil Rights Law Does Not Protect Gay Employees (англ.). Slate Magazine (27 июля 2017). Дата обращения: 30 мая 2021. Архивировано 2 июня 2021 года.
87. 1 2  Hope Benson. America’s First Bi Pride Held in West Hollywood (брит. англ.). southfloridagaynews.com. Дата обращения: 30 мая 2021. Архивировано 16 ноября 2018 года.
88. ↑  Грегг Араки: "Cексуальная ориентация - это нечто малосущественное". www.xgay.ru. Дата обращения: 30 мая 2021. Архивировано 2 июня 2021 года.
89. ↑  BFI | Sight & Sound | Queer And Present Danger. web.archive.org (3 июня 2012). Дата обращения: 30 мая 2021. Архивировано 3 июня 2012 года.
90. ↑  Kathleen Robertson's bio. web.archive.org (13 ноября 2013). Дата обращения: 30 мая 2021. Архивировано 13 ноября 2013 года.
91. ↑  10 фактов о Билли Джо Армстронге. Роккульт. Дата обращения: 30 мая 2021. Архивировано 2 июня 2021 года.
92. ↑  Charlie's Angels | Drew Barrymore: 'I Am Bisexual' | Contactmusic.com. web.archive.org (27 декабря 2012). Дата обращения: 30 мая 2021. Архивировано 27 декабря 2012 года.
93. ↑  Sophie Radice. When hello really means bi for now (англ.). the Guardian (8 мая 2004). Дата обращения: 30 мая 2021. Архивировано 2 июня 2021 года.
94. ↑  Aaron Carter Reveals He Is Attracted to Men and Women in Emotional Letter to Fans: 'This Doesn't Bring Me Shame' (англ.). PEOPLE.com. Дата обращения: 30 мая 2021. Архивировано 13 апреля 2019 года.
95. ↑  Marjorie Garber. Bisexuality and the Eroticism of Everyday Life. — Routledge, 2013-05-13. — 626 с. — ISBN 978-1-136-61284-8. Архивировано 2 июня 2021 года.
96. ↑  Alex Leo. Margaret Cho: I Refer To Myself As Gay, But I Am Married To A Man (VIDEO) (англ.). HuffPost (28 апреля 2009). Дата обращения: 30 мая 2021. Архивировано 2 июня 2021 года.
97. ↑  T. H. R. staff, T. H. R. staff. Clive Davis Comes Out of the Closet on ‘Katie’ (амер. англ.). The Hollywood Reporter (18 февраля 2013). Дата обращения: 30 мая 2021. Архивировано 2 июня 2021 года.
98. ↑  Q&A With 'The Homecoming' Star Raúl Esparza -- New York Magazine - Nymag (амер. англ.). New York Magazine. Дата обращения: 30 мая 2021. Архивировано 2 июня 2021 года.
99. ↑  Меган Фокс бисексуалка. www.popcornnews.ru. Дата обращения: 30 мая 2021. Архивировано 2 июня 2021 года.
100. ↑  Lady Gaga Kicks Off 2012-2013 Born This Way Ball World Tour in Korea | AndersonVision (амер. англ.). andersonvision.com. Дата обращения: 30 мая 2021. Архивировано 2 июня 2021 года.
101. ↑  bimagazine.org :: Lady Gaga - Still Bisexual. web.archive.org (8 августа 2012). Дата обращения: 30 мая 2021. Архивировано 8 августа 2012 года.
102. ↑  New York Daily News - Home - Angelina, saint vs. sinner. web.archive.org (7 февраля 2006). Дата обращения: 30 мая 2021. Архивировано 7 февраля 2006 года.
103. ↑  Orlando Jordan: Out, Bi & Proud Bi Wrestler (амер. англ.). Bi Community News (21 августа 2010). Дата обращения: 30 мая 2021. Архивировано 2 июня 2021 года.
104. ↑  How author created film character Precious through her own sexual (англ.). www.standard.co.uk (10 апреля 2012). Дата обращения: 30 мая 2021. Архивировано 29 октября 2021 года.
105. ↑  Chocano, Carina (7 октября 2011). Stuff Mike White Likes. The New York Times. Архивировано 2 июня 2021. Дата обращения: 30 мая 2021.
106. ↑  Advocate, The: White out: writer-producer Mike White comes out and discusses the gay subtext in his new comedy, Orange County - film - Brief Article - Critical Essay - Interview. web.archive.org (8 ноября 2004). Дата обращения: 30 мая 2021. Архивировано из оригинала 8 ноября 2004 года.
107. ↑  HBO's 'Enlightened' Take On Modern Meditation (англ.). NPR.org. Дата обращения: 30 мая 2021. Архивировано 17 июня 2017 года.
108. 1 2  "Significant Gay Events ~ Timeline". web.archive.org (15 марта 2014). Дата обращения: 30 мая 2021. Архивировано 15 марта 2014 года.
109. 1 2  June 1972: The Ithaca Statement - BiMedia. web.archive.org (15 октября 2015). Дата обращения: 30 мая 2021. Архивировано 15 октября 2015 года.
110. ↑  Fritz Klein, Thomas R. Schwartz. Bisexual and Gay Husbands: Their Stories, Their Words. — Routledge, 2014-02-04. — 512 с. — ISBN 978-1-317-76637-7. Архивировано 2 июня 2021 года.
111. ↑  History of Lesbian, Gay, Bisexual and Transgender Social Movements. www.apa.org. Дата обращения: 30 мая 2021. Архивировано 11 января 2021 года.
112. ↑  Acknowledgments // Journal of Homosexuality. — 2003-09-23. — Т. 45, вып. 2—4. — С. xxvii–xxviii. — ISSN 1540-3602 0091-8369, 1540-3602. — doi:10.1300/j082v45n02_a.
113. ↑  John Bancroft. Human sexuality and its problems. — 3rd ed. — Edinburgh: Churchill Livingstone/Elsevier, 2009. — ix, 546 pages с. — ISBN 978-0-443-05161-6, 0-443-05161-5.
114. ↑  Bad subjects : political education for everyday life. — New York: New York University Press, 1998. — xviii, 254 pages с. — ISBN 0-8147-5792-8, 978-0-8147-5792-5, 0-8147-5793-6, 978-0-8147-5793-2.
115. ↑  Psychotherapy with homosexual men and women : integrated identity approaches for clinical practice. — New York: Haworth Press, 1988. — xvi, 343 pages с. — ISBN 0-86656-638-4, 978-0-86656-638-4.
116. ↑  Eli Coleman. Psychotherapy with Homosexual Men and Women: Integrated Identity Approaches for Clinical Practice. — Haworth Press, 1988. — 368 с. — ISBN 978-0-86656-638-4. Архивировано 2 июня 2021 года.
117. ↑  BRC Welcome. biresource.net. Дата обращения: 30 мая 2021. Архивировано 1 июня 2021 года.
118. ↑  New York Area Bisexual Network: A Brief History of NYC's Bisexual Community. www.nyabn.org. Дата обращения: 30 мая 2021. Архивировано 10 мая 2021 года.
119. ↑  Counseling and Wellness | Wright State University. www.wright.edu. Дата обращения: 30 мая 2021. Архивировано 28 августа 2014 года.
120. ↑  Wyatt Buchanan. Dr. Fritz Klein -- bisexual pioneer who created Klein Grid sex scale (амер. англ.). SFGATE (1 июня 2006). Дата обращения: 30 мая 2021. Архивировано 2 июня 2021 года.
121. ↑  Deborah T. Meem. Finding out : an introduction to LGBT studies. — Los Angeles, 2010. — xv, 462 pages с. — ISBN 978-1-4129-3864-8, 1-4129-3864-3, 978-1-4129-3865-5, 1-4129-3865-1.
122. ↑  Handbook of gender research in psychology. Volume 1, Gender research in general and experimental psychology. — New York: Springer, 2010. — 1 online resource (xxvi, 132 pages) с. — ISBN 978-1-4419-1465-1, 1-4419-1465-X, 978-1-4419-1464-4, 1-4419-1464-1. Архивировано 24 мая 2020 года.
123. ↑  BiNet USA. web.archive.org (28 июня 2016). Дата обращения: 30 мая 2021. Архивировано 28 июня 2016 года.
124. ↑  Blessed bi spirit : bisexual people of faith. — New York: Continuum, 2000. — xvii, 280 pages с. — ISBN 0-8264-1231-9, 978-0-8264-1231-7.
125. ↑  Encyclopedia of women and religion in North America. — Bloomington: Indiana University Press, 2006. — 1 online resource (ix, 1394 pages) с. — ISBN 0-253-11170-6, 978-0-253-11170-8, 0-253-34685-1, 978-0-253-34685-8, 0-253-34686-X, 0-253-34687-8, 0-253-34688-6, 978-0-253-34686-5, 978-0-253-34687-2, 978-0-253-34688-9.
126. ↑  2003 - Transgender and Bisexual Rights. web.archive.org (16 мая 2013). Дата обращения: 30 мая 2021. Архивировано из оригинала 16 мая 2013 года.
127. ↑  CURVE Staff. The Lamda Literary Awards 2010 Are on Their Way (амер. англ.). CURVE (6 сентября 2020). Дата обращения: 30 мая 2021.
128. ↑  Marlene Pray resigns from Doylestown Council - phillyburbs.com: Doyle… archive.md (15 июня 2013). Дата обращения: 30 мая 2021. Архивировано из оригинала 15 июня 2013 года.
129. ↑  Marlene Pray Becomes First Openly Bisexual Office Holder In PA - Amplify. web.archive.org (7 октября 2013). Дата обращения: 30 мая 2021. Архивировано 7 октября 2013 года.
130. 1 2  Bi Writers Association announces recipients of Bisexual Book Awards (англ.). GLAAD (6 июня 2013). Дата обращения: 30 мая 2021. Архивировано 5 августа 2018 года.
131. 1 2  NFL draft prospect Sam says he's gay (англ.). ESPN.com (10 февраля 2014). Дата обращения: 30 мая 2021. Архивировано 2 июня 2021 года.
132. ↑  College kicker comes out to coach, teammates (англ.). ESPN.com (28 января 2014). Дата обращения: 30 мая 2021. Архивировано 2 июня 2021 года.
133. 1 2  Organization is Helping Bisexuals Be Happily Embraced By God (англ.). www.advocate.com (21 июня 2014). Дата обращения: 30 мая 2021. Архивировано 19 мая 2021 года.
134. ↑  Second annual Bisexual Awareness Week to held Sept. 20 – 26; events across U.S. and online | LGBT Weekly. web.archive.org (21 сентября 2015). Дата обращения: 30 мая 2021. Архивировано из оригинала 21 сентября 2015 года.
135. ↑  LGBTQIA+ Holidays for the remained of the year (англ.). Angry African Girls United. Дата обращения: 30 мая 2021. Архивировано 2 июня 2021 года.
136. ↑  From Brenda Howard to J. Christopher Neal: Bisexual Leaders and Pride | Human Rights Campaign" (недоступная ссылка — история).
137. ↑  Blair native wins Nebraska Legislature District 8 (англ.). Washington County Enterprise. Дата обращения: 30 мая 2021. Архивировано 19 августа 2019 года.
138. ↑  First openly LGBTQ person elected to legislature (англ.). KMTV (8 ноября 2018). Дата обращения: 30 мая 2021. Архивировано 19 августа 2019 года.
139. ↑  Katie Hill Makes History As California’s First Openly Bisexual Member of Congress (амер. англ.). INTO. Дата обращения: 30 мая 2021. Архивировано 4 января 2020 года.
140. ↑  Women Leaders Breaking Barriers for Bisexual Representation (амер. англ.). HRC. Дата обращения: 30 мая 2021. Архивировано 11 апреля 2019 года.
141. ↑  Legally Bi: Finally, A Bi Judge (англ.). Bi.org. Дата обращения: 30 мая 2021. Архивировано 29 октября 2021 года.
142. ↑  Vinciane Ngomsi. Antonio Brown Breaks Barriers As Atlanta's First Openly Bisexual Councilman - Blavity (англ.). Blavity News & Politics. Дата обращения: 30 мая 2021. Архивировано 4 июня 2019 года.
143. ↑  SF BiCon (англ.). SF LGBT Center. Дата обращения: 30 мая 2021. Архивировано 2 июня 2021 года.
144. ↑  Homegrown Alex Lee, 25, becomes youngest state legislator in decades (амер. англ.). The Mercury News (9 ноября 2020). Дата обращения: 30 мая 2021. Архивировано 12 мая 2021 года.